# Progressive Rock
Progressive Rock (kurz Prog oder Progrock) ist eine Musikrichtung, die Ende der 1960er Jahre entstand, als Musiker Rockmusik um stilistische Merkmale anderer musikalischer Gattungen ergänzten. Dabei wurden Kompositionsweisen und Harmonik aus der abendländischen Klassik einbezogen. Die Bands griffen auch auf Einflüsse aus Jazz (Jazzrock) und nicht-westlichen Formen zurück (Weltmusik).

## Definition

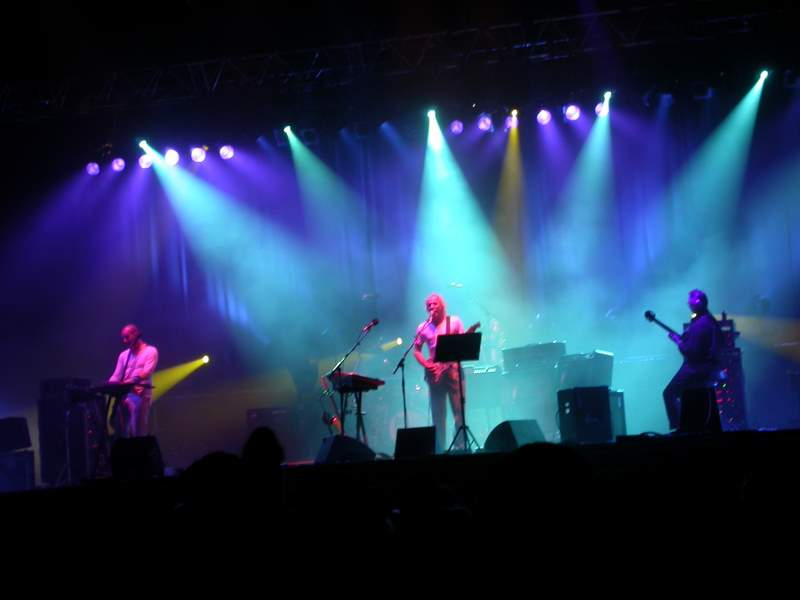
King Crimson 2003

„Progressiv“ bedeutet „fortschrittlich“. Der Musiker Keith Emerson beschreibt das von ihm mitgestaltete Genre als durch ein fortschreitendes Spiel mit musikalischen Ideen geprägt:

„Es ist Musik, die fortschreitet. Sie nimmt eine Idee und entwickelt sie, statt sie einfach zu wiederholen. Pop-Songs bestehen aus Wiederholung, Riffs und Einfachheit. Progressive Musik nimmt ein Riff, kehrt sein Inneres nach außen, stellt es auf den Kopf, spielt es dann wieder andersherum und erkundet so sein Potenzial.“

Eine weitere Deutung des Begriffs wurde von Robert Fripp vorgeschlagen, Gitarrist des Genrevorreiters King Crimson. Er sieht Progressive Rock weniger als stringenten Stil denn als Haltung. Diese zeichne sich aus durch den Willen zur Neudefinition der stilistischen und konzeptuellen Grenzen der Rockmusik unter Anwendung prozeduraler Abläufe aus klassischer Musik und Jazz. An dem Zeitpunkt, an dem sich aus dieser Haltung heraus ein neues Gefüge von Konventionen eines eigenen Stils entwickelt hatte, betrachtete er den progressiven Charakter als hinfällig und beendete vorerst seine Aktivitäten innerhalb des Genres. Das geschah im Jahr 1974, als die erste Inkarnation des Genres noch in seiner kommerziellen Blüte stand.
Deutungen der Bezeichnung Progressive Rock als konkreter Stil lassen sich ab 1969 belegen. Bereits zuvor trat sie als Name eines in den USA geprägten Radioformats auf, das in den späten 1960ern entstand. Die betreffenden Sender verstanden sich als Sprachrohr der Jugendkultur und spielten unterschiedliche Arten von Rockmusik, die von den hitparadenorientierten Sendern ignoriert wurden, worunter sich auch lange und experimentelle Stücke des Psychedelic Rock befanden. Damit boten sie auch eine Plattform für die zunächst vor allem britischen Bands dieser Musikrichtung.

## Geschichte
Die Geschichte des Progressive Rock lässt sich zeitlich in vier Abschnitte gliedern. Als ersten, „proto-progressiven“ Abschnitt sieht man die späten 1960er Jahre an, in denen die Wurzeln des Progressive Rock liegen. Die zweite Phase wird oft als „klassische Phase“ des Prog bezeichnet und ist den frühen und mittleren 1970er Jahren zuzuordnen. Der dritte Entwicklungsschritt liegt in den 1980er Jahren, in denen es unter anderem durch den Neo-Prog zu einer „Renaissance“ des Progressive Rock kam. Einen weiteren Abschnitt schließlich stellen Entwicklungen wie der Progressive Metal von den 1990er Jahren bis heute dar.

### Die Wurzeln
Die Ursprünge des Progressive Rock finden sich vor allem im Großbritannien der 1960er Jahre. Einige Rockbands versuchten ihre auf den einfachen Bluesstrukturen beruhende und konventionell, meist mit Gitarre, Bass und Schlagzeug instrumentierte Musik um neue musikalische und textliche Dimensionen zu erweitern. Auch der politische Aktivismus, der in Verbindung mit den damaligen gesellschaftlichen Entwicklungen stand, trug zur Entstehung eines neuen Genres bei, dessen Protagonisten und Publikum sich fernab von althergebrachten musikalischen Schemata, unter Verwendung von für die damalige Rockmusik unüblichen Instrumenten, mit neuen Formen der Musik beschäftigten.
Das Aufkommen elektronischer Tasteninstrumente wie Mellotron und später Synthesizer sowie die seit den 1930er Jahren vor allem im Jazz gebräuchliche Hammond-Orgel beeinflussten die Entwicklung des Progressive Rock in den späten 1960er Jahren.
Neu waren aber nicht nur die elektronischen Instrumente in der Rockmusik. Auch Instrumente und musikalische Strukturen aus dem Jazz und der klassischen Musik ließ man in der Anfangszeit des Progressive Rock in die Musik einfließen. So wurde die klassische Besetzung einer Rockband aus Gitarre, Schlagzeug und Bass zunächst um Flöte, Saxophon, Streichinstrumente oder Blechblasinstrumente erweitert, später wurden auch exotische Instrumente (z. B. die Sitar aus dem mittelöstlichen Kulturkreis) ein Bestandteil des Progressive Rock.
Der Progressive Rock erweiterte die herkömmliche Rockmusik aber nicht nur musikalisch, sondern die Vorreiter dieses Genres bearbeiteten in ihren Texten auch neue Themen. Während sich die Rocksongs der 1960er Jahre noch hauptsächlich mit alltäglichen Themen und der Liebe beschäftigten, entwickelten die Musiker des Progressive Rock bereits Konzeptalben, die einem textlichen und musikalischen Konzept folgten, oft motiviert und angetrieben durch eine gesellschaftliche oder politische Aussage oder mit fiktiven, narrativen bis hin zu surrealen Akzenten und Ansprüchen.
Aus den neuen, elektronisch geprägten Möglichkeiten entstand so Musik, deren Texte sich politischer und gesellschaftskritischer äußerten, sowie Musik, die sich zunächst mit Drogen auseinandersetzte (psychedelische Phase), dann klassische und volksmusikalische Elemente einbezog (klassische Phase), um schließlich Jazz-Elemente (Konzept-Phase) aufzunehmen. Tatsächlich war der Jazz inzwischen wesentlich weiter entwickelt.
Frühe Beispiele für progressive Tendenzen sind Bands wie die Beach Boys mit ihrem Album Pet Sounds (1966) oder die Beatles mit Rubber Soul (1965) und Revolver (1966). Aber auch andere Künstler und Bands wie Frank Zappa, Cream und The Moody Blues sind zu den Wurzeln des Progressive Rock zu zählen.
Als erste Progressive-Rock-Bands werden hauptsächlich Procol Harum 1968, The Nice 1967 und King Crimson 1969 angesehen. Es finden sich jedoch Elemente des progressiven Rock bereits bei den frühen Pink Floyd 1967 und Jefferson Airplane 1967.

### Die klassische Phase

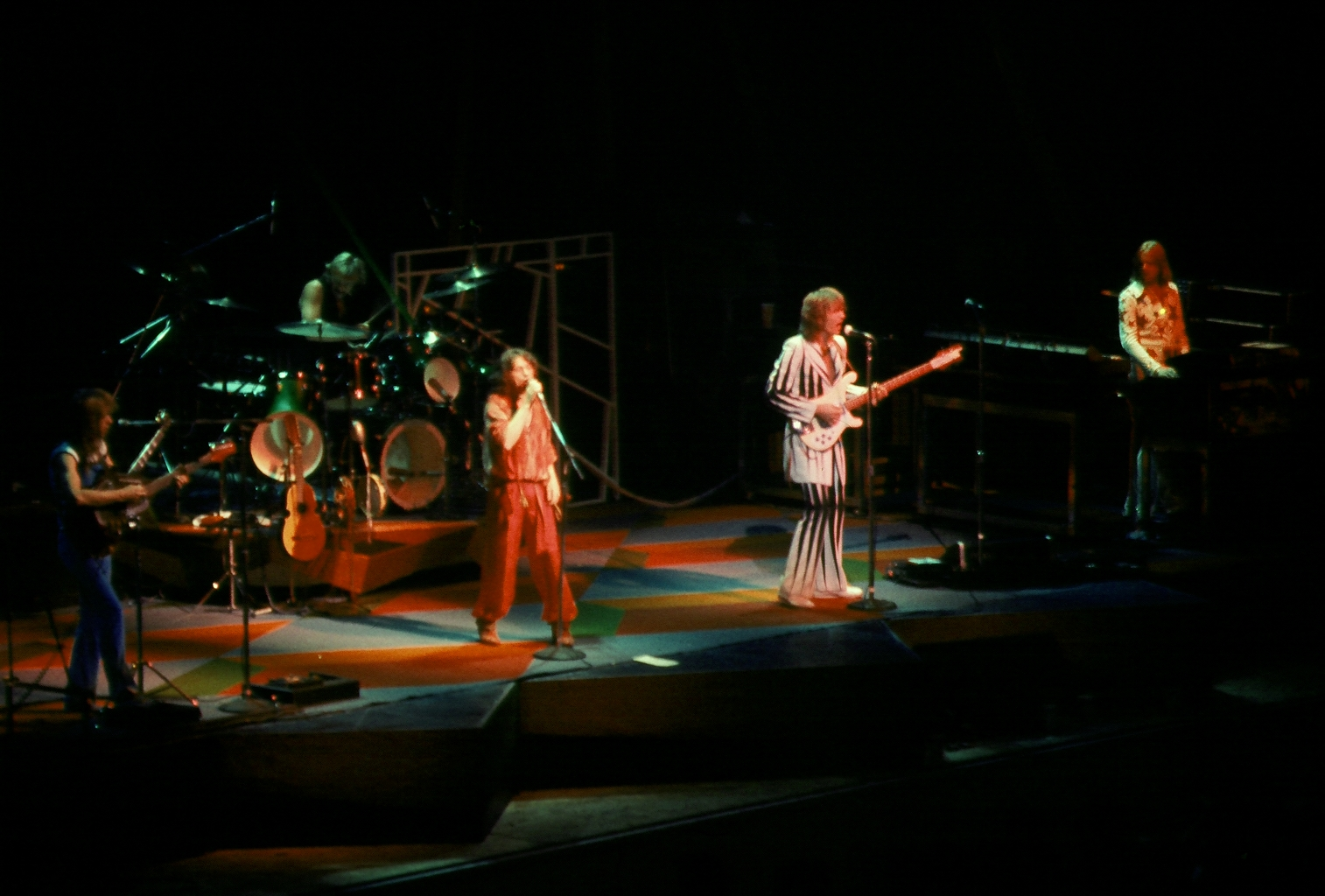
Konzert der Gruppe Yes 1977

Als klassische Phase des Progressive Rock bezeichnet man die Aktivitäten der Hauptvertreter des Genres von 1968 bis etwa 1976. Zu den wichtigsten Bands dieser Zeit zählen die britischen Gruppen Emerson, Lake and Palmer, Genesis, King Crimson, Pink Floyd und Yes. Neben ihnen gehören Camel, Gentle Giant, Jethro Tull, Kansas, Manfred Mann’s Earth Band, Mike Oldfield, Procol Harum und Van der Graaf Generator zu den einflussreichsten Interpreten jener Zeit. Weitere Gruppen, die im Umfeld des Prog Rock beachtet werden müssen, aber nicht als typische Vertreter gelten, sind die Bands des Canterbury Sound sowie Iron Butterfly, Traffic, Uriah Heep (siehe klassischer Hard Rock), und auch die Hardrockband Deep Purple in ihrer Anfangszeit.

#### Großbritannien
Als erstes Album der Geschichte des Progressive Rock gilt In the Court of the Crimson King von King Crimson aus dem Jahr 1969. Auf diesem Album nimmt die Band um Gitarrist Robert Fripp bereits viele typische Elemente des Genres vorweg, die sich stilprägend auf zahlreiche weitere Bands und Alben auswirkten. Das Album zeichnet sich vor allem aus durch den intensiven Einsatz des Mellotrons, lange und virtuose Instrumentalteile, rhythmische und harmonische Komplexität sowie surreale Texte.
Im folgenden Jahr 1970 veröffentlichten viele der bekannten Bands der klassischen Phase des Progressive Rock ihre ersten Alben. Dazu zählen das Album Emerson, Lake & Palmer von der gleichnamigen Band, Trespass von Genesis und das selbstbetitelte Debütalbum von Gentle Giant. 1971 folgte Yes mit The Yes Album. Auf diesen Alben konnten die wichtigen Bands des Genres damals erstmals ihre neuartige, revolutionäre Musik ausleben. Nach diesen ersten Alben des Progressive Rock veröffentlichten die Hauptvertreter des Genres bis Mitte der 1970er Jahre ihre „Klassiker“, auf denen sie ihren Stil weiterentwickeln konnten. Zu den bekanntesten und am meisten beachteten Alben dieser Zeit gehören:
- Genesis: Trespass (1970), Nursery Cryme (1971), Foxtrot (1972), Selling England by the Pound (1973), The Lamb Lies Down on Broadway (1974), A Trick of the Tail (1976) und Wind & Wuthering (1976)
- Yes: The Yes Album (1971), Fragile (1971), Close to the Edge (1972), Tales from Topographic Oceans (1973), Relayer (1974) und Going for the One (1977)
- King Crimson: In the Court of the Crimson King (1969), In the Wake of Poseidon (1970), Lizard (1970), Islands (1971), Larks’ Tongues in Aspic (1973), Starless and Bible Black (1974) und Red (1974)
- Emerson, Lake & Palmer: Emerson, Lake & Palmer (1970), Pictures at an Exhibition (1971), Tarkus (1971), Trilogy (1972) und Brain Salad Surgery (1973)
- Jethro Tull: Aqualung (1971), Thick as a Brick (1972) und A Passion Play (1973)
- Pink Floyd: Meddle (1971), The Dark Side of the Moon (1973), Wish You Were Here (1975), Animals (1977) und The Wall (1979)

Muster aus Mike Oldfields Tubular Bells

Mike Oldfield ging 1973 mit Tubular Bells einen neuen Weg. Es handelte sich um ein albenfüllendes, zweiteiliges Werk, das aus vielen verschiedenen Abschnitten bestand. Oldfield durchbrach die Schranken der Rockmusik und schuf einen Sound, der als Mischung aus Rock, Klassik und Weltmusik beschrieben werden kann. Dabei griff er ein von Komponisten der Minimal Music wie Steve Reich, Philip Glass oder Terry Riley entwickeltes Konzept auf: die langsame, aber permanente, kaum bewusst wahrzunehmende Veränderung eines harmonisch meist recht einfachen Musters, was eine ständig fließende Musik von oft hypnotischer Wirkung ergibt. Eine Besonderheit des Albums war, dass Mike Oldfield damals (fast) alle der zahlreichen Instrumente (Piano, Glockenspiel, Orgel, Bass, verschiedene Gitarren, Percussion, verschiedene Blasinstrumente etc.) selbst einspielte.
Auch die britische Band Camel konnte in den 1970er Jahren einige beachtete Prog-Alben veröffentlichen. Besonders erfolgreich war die Band um den Gitarristen und Sänger Andy Latimer mit ihrem 1974 erschienenen Album Mirage. The Alan Parsons Project beschäftigte sich in seinem Debüt-Album Tales of Mystery and Imagination (1976) mit den Werken des amerikanischen Schriftstellers Edgar Allan Poe.
Eine weitere bekannte Prog-Band der 1970er war Gentle Giant. Diese Band zeichnete sich durch ihren mehrstimmigen Gesang, eine reichhaltige Instrumentierung, vor allem aber ihre kontrapunktische Kompositionstechnik aus. Jedes Bandmitglied spielte mehrere Instrumente. Die Band konnte die Kritiker in den 1970er Jahren mit mehreren Alben begeistern. Am bekanntesten dürften In A Glass House (1973) und The Power And The Glory (1974) sein. Die britische Band Van der Graaf Generator hingegen wurde durch eine düstere Grundstimmung auf ihren Alben, den ausdrucksstarken Gesang Peter Hammills und ihre von Saxophon und Orgel dominierte Musik bekannt. Eine der ältesten Prog-Bands ist Jethro Tull, deren Musik eine Schnittmenge mit dem Folk-Rock bildet. Die Band um Sänger, Gitarrist und Flötist Ian Anderson wurde in den 1960er Jahren gegründet. Markenzeichen der Band sind die Querflöten-Soli von Anderson. Mit Thick as a Brick brachte die Band 1972 ein vielbeachtetes Konzeptalbum auf den Markt, das zwei zusammenhängende Stücke (die nur wegen der kurzen Laufzeit einer LP von 23 Minuten pro Seite getrennt werden mussten) von insgesamt 43:50 Minuten enthält.
Zu den wichtigsten Alben sonstiger Prog-Bands dieser Phase gehören
- Van der Graaf Generator: The Least We Can Do Is Wave to Each Other (1970), H to He, Who Am the Only One (1970), Pawn Hearts (1971), Godbluff (1975) und Still Life (1976)
- Gentle Giant: Gentle Giant (1970), Acquiring the Taste (1971), Three Friends (1972), Octopus (1972), In a Glass House (1973), The Power and the Glory (1974) und Free Hand (1975)
- Deep Purple: Fireball (1971)
- Mike Oldfield: Tubular Bells (1973), Hergest Ridge (1974) und Ommadawn (1975)
- Manfred Mann’s Earth Band: Messin’ (1973), Solar Fire (1973) und Nightingales & Bombers (1975)

Die Bands der Stilfindungsphase waren geographisch auf den südenglischen Raum konzentriert. Von dort ausgehend, verbreitete sich der Progressive Rock im Verlauf der 1970er Jahre international.

#### Nordamerika

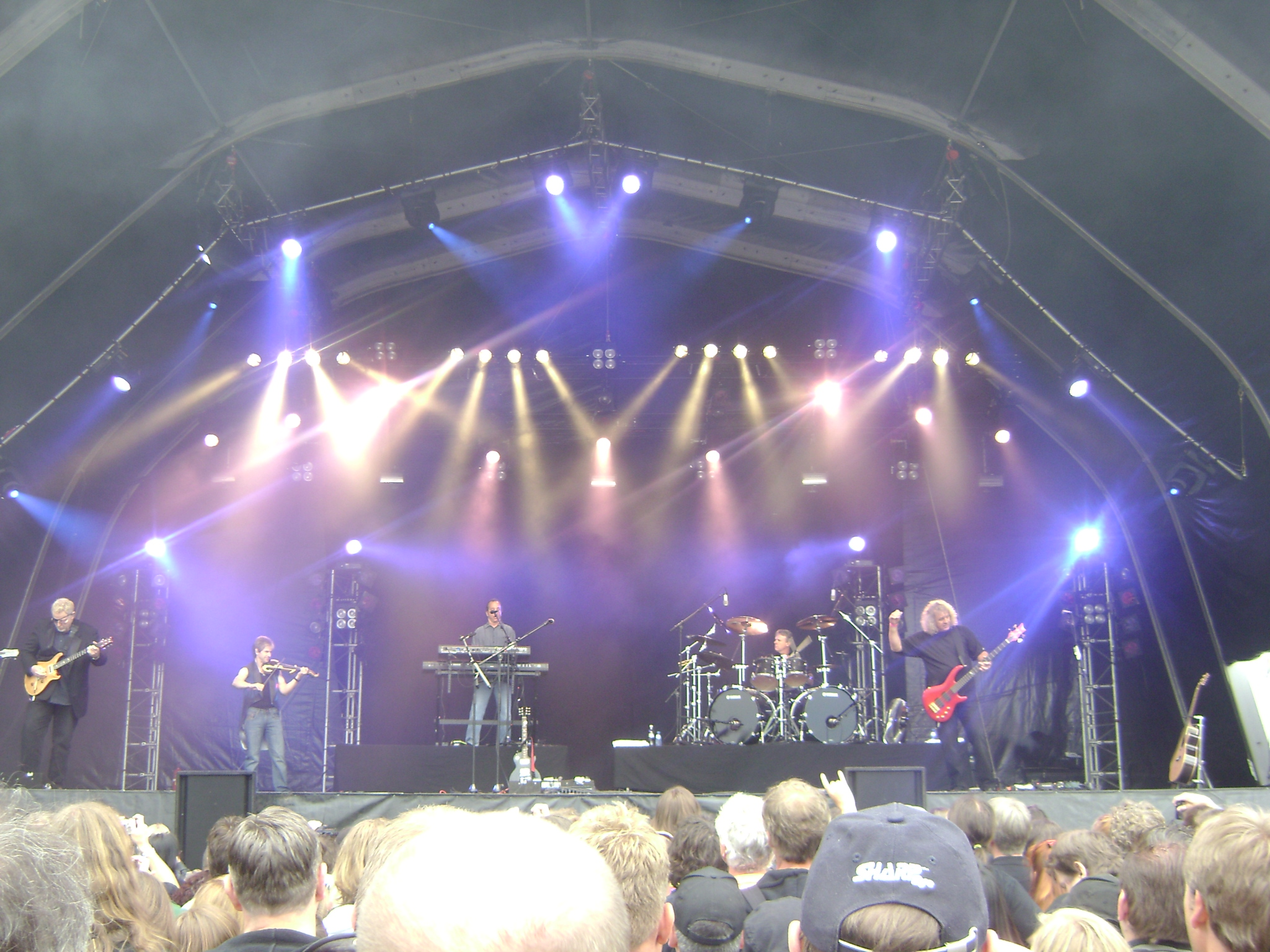
Kansas 2008

US-amerikanische Bands wie Kansas, Pavlov’s Dog, Utopia, Starcastle, Happy the Man, Hands und Yezda Urfa sowie die Kanadier Rush und Klaatu erweiterten den klassischen Prog um Einflüsse aus Bluesrock und Country-Rock und verliehen ihm durch besonders bombastische Arrangements und Produktion eine eigene Note. Hands und Yezda Urfa haben es in den 1970ern nicht geschafft, einen Plattenvertrag an Land zu ziehen; ihre Alben wurden erst viel später veröffentlicht (1996–2004).
Die Rockbands Kansas und Rush, die beide seit 1974 aktiv sind, zählen bis heute zu den wichtigen Vertretern des Genres.

#### Deutschland
In Westdeutschland waren es in erster Linie Grobschnitt, Hoelderlin, Novalis, Triumvirat, Pell Mell und Eloy, die mit ihrem symphonischen Stil überregionale Bekanntheit und teilweise sechsstellige Verkaufszahlen erzielen konnten; auch die Band Tangerine Dream wird dazugerechnet. Sie traten damit das Erbe der Krautrock-Gruppierungen an, die bereits ab den späten 1960ern mit experimentellen Klängen auf sich aufmerksam gemacht hatten. Weniger bekannte Bands wie Neuschwanstein und Anyone’s Daughter orientierten sich eng an den britischen Vorbildern (besonders Genesis), ohne wirklich eigenständige Impulse zu setzen. Originellster und eigenständigster Prog-Export Deutschlands sind wohl die in Vergessenheit geratenen Schicke Führs Fröhling aus Norddeutschland, die mit ihrem instrumentalen, vom Jazzrock inspirierten Progressive Rock nicht nur Frank Zappa beeindruckten, sondern auch als wichtiger Einfluss auf Retro-Prog-Bands wie Änglagård gelten. Eine weitere Formation war Nektar, die 1973 das ambitionierte first-take-Album sounds like this veröffentlichten und kurzzeitig Popularität in den USA erlangten.

In der DDR gab es im Verhältnis zur Größe des Landes eine beachtliche Anzahl an Prog-Bands. Sie übernahmen häufig eine Stellvertreterrolle für westliche Künstler, die im Osten nicht spielen durften. In den 1970er Jahren entwickelten die Bands allerdings einen eigenen, teilweise recht eigenwilligen Stil und produzierten auch kommerziell erfolgreiche Werke, die fast ausschließlich in deutscher Sprache verfasst waren. Der progressive Rock der DDR-Formationen war selten bombastisch, sondern wies eher eine Tendenz zu liedhaften Stücken und Artrock auf. Zahlreiche Bands spielten auf Konzerten Prog-Rock-Titel abwechselnd mit leichterem Artrock oder bluesigen Stücken. Als kommerziell erfolgreichster Song kann Über sieben Brücken von Karat gelten, der Titelsong des gleichnamigen Albums wurde seinerzeit von Peter Maffay gecovert. Der blaue Planet von 1982 entwickelte sich mit mehr als 1,4 Millionen verkauften Schallplatten zum kommerziell erfolgreichsten Album, das allerdings bereits Tendenzen in Richtung Popmusik aufwies.
Bedeutende Formationen waren in den 1970ern neben Karat Electra, Stern-Combo Meißen und Lift. Vor allem letztere galten seinerzeit als ein großes Live-Ereignis, was sich auch im Studio niederschlug. Sie waren die vielleicht ambitionierteste Prog-Rock-Band des deutschsprachigen Raums und stachen nicht zuletzt durch den Verzicht auf Saiteninstrumente heraus, welche durch elektronische Klänge ersetzt wurden. Im Jahre 1978 starben zwei prägende Mitglieder bei einem Verkehrsunfall, der Erfolg der Band ließ bald darauf nach. Die Nähe zum Liedhaften und zum Blues zeigte sich besonders bei Karussell, die allerdings mit was kann ich tun im Jahre 1984 die vielleicht gewaltigste Progrock-Nummer in deutscher Sprache ablieferten. Eine weitere damals populäre Formation, die einen besonders eigenwilligen Stil des Prog-Rock spielte, war Reform. Wie alle frühen Rock-Alben der DDR, leiden auch viele Prog-Veröffentlichungen unter einer schlagermusikhaften Abmischung. Erst in den späten 1970ern entwickelte sich auch in den Studios der DDR ein Verständnis dafür, wie man Rockmusik produziert, damit sie auch wirklich nach Rockmusik klingt. In den 1980ern vollzogen die Bands ähnlich wie die Prog-Rocker im Westen eine Veränderung des Stils in Richtung einfacher, tanzbarer Titel. Auch die bisher oft abstrakten Texte wurden simplifiziert. Vielfach gingen die ursprünglichen Elemente des Prog-Rock dabei gänzlich verloren: Karussell, Stern Meißen und Electra entwickelten sich zu stilarmen Popmusik-Formationen, gleichwohl stellte sich dadurch der größte kommerzielle Erfolg für diese Gruppen ein. Nur wenige Bands produzierten nach der Wende neue Titel, dennoch touren sie vielfach mit altbewährtem Live-Programm und veränderter Besetzung bis heute durch das Land. Nicht zuletzt der politischen Isolation und den Texten in deutscher Sprache mag es geschuldet sein, dass nur wenige Titel internationale Bekanntheit erlangten.

#### Italien
Auch Italien besaß in den 1970ern eine blühende Progszene, die sich allerdings auf internationaler Ebene wegen des italienischen Gesangs weniger stark behaupten konnte. Ausnahmeerscheinungen sind hier die Gruppen Premiata Forneria Marconi und Banco del Mutuo Soccorso, die durch die Veröffentlichung von eigens in englischer Sprache gesungener und neu eingespielter Alben auch außerhalb Italiens bekannt wurden.
Wichtige Vertreter des sogenannten „Italo-Progs“, der neben den typischen Zutaten des „klassischen Progs“ besonders mediterrane Gitarrenarrangements, lyrischen Gesang und verstärkten Einsatz von Tasteninstrumenten aufweist, sind Il Balletto di Bronzo (mit dem Album Ys), Le Orme (mit den Alben Uomo di Pezza, Felona e Sorona sowie Contrappunti), Museo Rosenbach (Zarathustra) und Arti & Mestieri (Tilt, Giro Di Valzer Per Domani) oder die New Trolls (Concerto grosso per i New Trolls, Ut und Night On The Bare Mountain).

#### Übriges Europa
Weitere europäische Nationen brachten in den 1970er Jahren Vertreter des Progressive Rock hervor; nicht selten entstanden dabei einzigartige Verschmelzungen der Musik von britischen Vorbildern mit den jeweiligen landestypischen Musikstilen. In Frankreich kombinierten Ange (Au-delà du délire) symphonischen Prog mit französischem Chanson. Triana aus Spanien ließen in ihre Alben (El Patio, Sombra Y Luz) den Flamenco ihrer andalusischen Heimat einfließen, ähnlich die Band Guadalquivir, die teilweise zum Jazzrock neigte. Die Schweden Kaipa (Inget nytt under solen) versetzten ihre Spielart des Progressive Rock mit folkloristischen Einschlägen sowie Bo Hansson und sein Konzeptalbum von 1970 zu J. R. R. Tolkiens Der Herr der Ringe mit fantastischen Anklängen. Der Einflussbereich reichte bis nach Osteuropa, wo Bands wie Omega aus Ungarn (Skyrover), teils unter Duldung durch die sozialistischen Regierungen, westlichen Vorbildern nacheiferten.

#### Ende der klassischen Phase
Mitte der 1970er hatte der Progressive Rock seinen Höhepunkt erreicht. Nun kam es bei einigen Bands zu personellen und musikalischen Umbrüchen. So verließen z. B. Peter Gabriel (1975) und Steve Hackett (1977) Genesis und Phil Collins (1976) übernahm die Rolle des Sängers. Das hatte einen Stilwechsel hin zur Popmusik zur Folge. Ähnlich entwickelten sich viele der kommerziell erfolgreicheren Bands des Genres, indem sie sich zunehmend der einträglicheren Popmusik zuwandten.
Zudem erklärte die aufkommende Punk-Bewegung den nun als prätentiös und aufgeblasen geltenden Progressive Rock Ende der 1970er Jahre für „tot“ (und seine Musiker für „boring old farts“, zu deutsch „langweilige alte Säcke“).
Allerdings nahmen in den 1980er Jahren Bands wie Marillion die Idee des Prog Rock wieder auf und setzten ihn auf ihre Weise um.

### Die 1980er Jahre

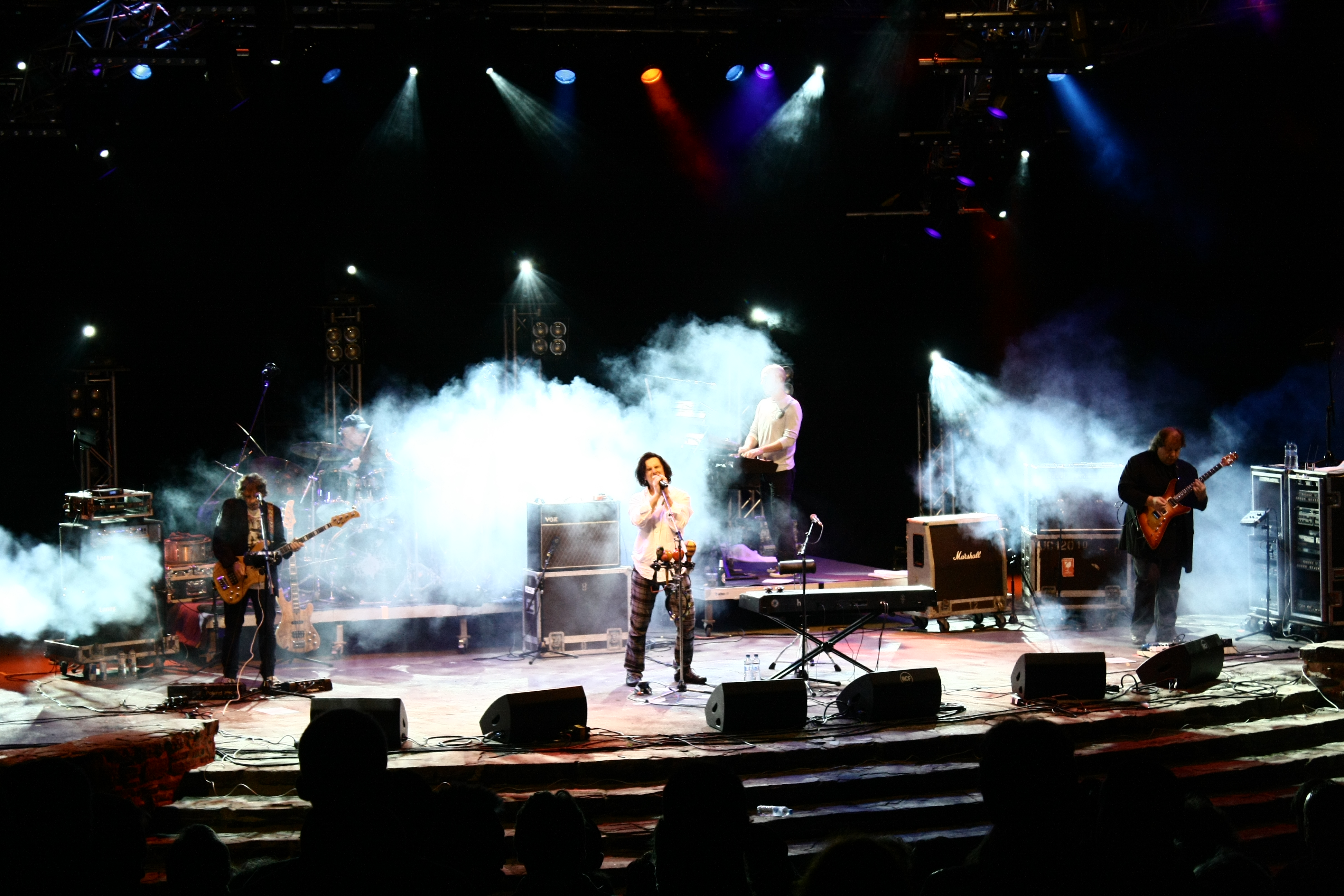
Konzert der Band Marillion

Nach der klassischen Phase des Prog verschwand diese Art der Rockmusik ab Mitte der 1970er Jahre plötzlich aus dem öffentlichen Interesse. Die zuvor noch gefeierten Größen des Progressive Rock galten nun als altmodisch, bieder und zu anspruchsvoll. Der Zeitgeist wandte sich zu Beginn der 1980er Jahre anderen musikalischen Entwicklungen wie dem New Wave zu. Auch die „härteren“ Musikrichtungen Hardcore Punk und Heavy Metal gewannen an Bedeutung. In der DDR hatte der Prog-Rock eine gewisse Eigendynamik entwickelt, die Abkehr vom klassischen Stil trat erst um 1982 ein.
Trotz dieser gesellschaftlichen und musikalischen Entwicklungen erlebte der Prog in den 1980er Jahren eine Wiedergeburt. Einige zu Beginn der Dekade gegründete Gruppen hatten Bands wie Genesis, Yes oder King Crimson zum Vorbild und versuchten anfangs, deren Musikstil zu kopieren. Besonders von den frühen Marillion wird behauptet, dass sie versuchten, ihr großes musikalisches Vorbild Genesis zu imitieren. Das hatte zur Folge, dass man Marillions Sänger Fish lange vorhielt, nur eine Kopie Peter Gabriels zu sein. Ein gutes Beispiel für diese Tendenz bei Marillion ist ihr Longtrack Grendel, der dem bekannten Titel Supper’s Ready von Genesis angeblich sehr ähnelt.
In den folgenden Jahren wurden Bands wie Marillion immer eigenständiger und es entwickelte sich ein neuer Musikstil, der Neo-Prog. Unter diesem Begriff fasste man von nun an die Musik der 1980er Jahre zusammen, die sich musikalisch auf die Prog-Bands der 1970er Jahre bezog. Viele stilistische Elemente der klassischen Phase wurden übernommen und zum Teil neu interpretiert. Die Instrumentierung wurde vor allem im Bereich der Keyboards ausgebaut, was aus den neuen Technologien im Bereich der elektronischen Tasteninstrumente resultierte. Man kann die Musik des Neo-Prog daher als stark vom Keyboardeinsatz geprägt klassifizieren. Die typischen Vertreter des Neo-Prog legten zudem mehr Wert auf eingängige Melodien. Dadurch wurden einige Titel aus der Neo-Prog-Szene zu international erfolgreichen Hits.
Zu den bekannten Vertretern des Neo-Prog zählen neben Marillion IQ, Saga und die Supergroup Asia. Einige Alben der Szene konnten durch erfolgreiche Hits große Bekanntheit erlangen. Dazu zählen vor allem die Alben Misplaced Childhood (1985) von Marillion mit den Singlehits Kayleigh und Lavender sowie das Album Asia (1982) von der gleichnamigen Band, das durch den Song Heat of the Moment ein Verkaufserfolg wurde. Diese Singlehits beruhen aber auf einfachen Kadenzen herkömmlicher Rockmusik; die Klassifizierung als Neo-Prog bezieht sich eher auf die übrigen Stücke der Alben. Ein weiteres bekanntes Album der Szene ist The Wake von IQ aus dem Jahr 1985. Es wird von Kritikern als eines der besten Neo-Prog-Alben bezeichnet. Es konnte aber keine so große Bekanntheit wie die zuvor genannten erreichen, da dem Werk eine kommerziell erfolgreiche Single fehlte.
Einige Hauptvertreter der klassischen Phase des Prog wandten sich in den 1980er Jahren der kommerziellen Rock- und Popmusik zu. Genesis konnte in dieser Dekade große Erfolge mit Alben wie Genesis und Invisible Touch feiern. Begleitet wurden die Studioalben von Welttourneen, auf denen die Bands ganze Stadien füllten. Auch Yes gelang mit 90125 ein erfolgreiches Album, das den bekannten Hit Owner of a Lonely Heart enthielt. Ähnlich entwickelten sich andere in den 1970er Jahren stilprägende Bands. Emerson, Lake & Palmer hingegen waren in den 1980er Jahren nicht aktiv, da sie sich 1979 auflösten. Erst zu Beginn der 1990er Jahre kam es zu einer Reunion. Die Reunions der frühen 1990er Jahre (v. a. von Yes (Union) und ELP (Black Moon)) waren ein wichtiger Motor des Prog-Revivals der 1990er Jahre.
Abseits von dieser durchaus massentauglichen Spielart des Progressive Rock formierte sich um Ende der 1970er bis Anfang der 1980er Jahre in Europa eine Vielzahl von Bands, deren Anliegen es war, komplexe Stücke unter Anwendung sowohl rocktypischer als auch klassischer Instrumentierung einzuspielen und dabei harmonische und rhythmische Schranken der Pop/Rock-Musik zu durchbrechen, wie es zuvor bereits in der Klassik die Komponisten des 20. Jahrhunderts im Zuge der Neuen Musik getan hatten. Die Speerspitze dieser sogenannten RIO/AvantProg-Bands bildeten Henry Cow, Univers Zéro, Art Zoyd und Present.

### Progressive Rock heute

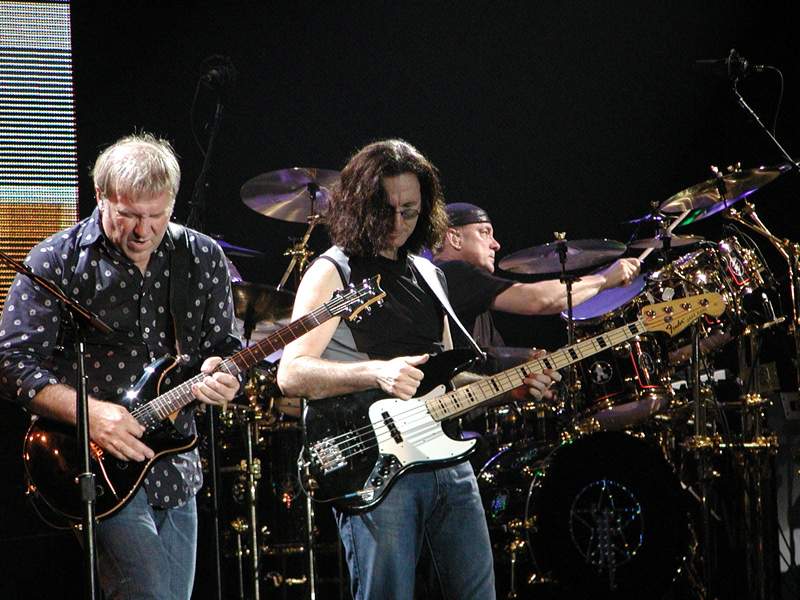
Konzert der Band Rush

Vom Beginn der 1990er Jahre bis zur heutigen Zeit gab es einige Entwicklungen im Bereich des Progressive Rock. Als wichtigste und maßgeblichste Entwicklung dieser Zeit gilt die Entstehung des Progressive Metal. Dieses neue Genre verbindet den seit den 1980er Jahren bestehenden Heavy Metal mit dem Progressive Rock. Das Ergebnis dieser Synthese ist meist komplexe und virtuose Rockmusik in einem sehr hohen Tempo. Dominiert wird der Progressive Metal von E-Gitarre und schnellen, tiefen Bassläufen. Die meisten Bands arbeiten auch mit Synthesizern und Keyboards. Zu den bekanntesten Vertretern des Progressive Metal gehören Dream Theater, Threshold, Fates Warning, Queensrÿche, Vanden Plas mit „Abydos“ und Symphony X.

E-Gitarre und Bass aus Dream Theaters Metropolis

Eine weitere Entwicklung der 1990er Jahre ist die unter dem Begriff Retro-Prog gefasste Bewegung. Die ihr zugerechneten Bands kehren musikalisch wieder zu den Wurzeln des Prog der 1970er Jahre zurück. Regionale Zentren dieser Bewegung sind Skandinavien mit Bands wie The Flower Kings oder den Vorreitern Änglagård und die USA mit der erfolgreichen Gruppe Spock’s Beard. Ein weiterer bekannter Vertreter des Retro-Prog ist die Supergroup Transatlantic, die sich aus Mitgliedern von Dream Theater, Spock’s Beard, Flower Kings und Marillion zusammensetzt.
Daneben existieren zahlreiche Bands, die die Stile der 1970er Jahre aufgreifen und weiterentwickeln. Diese bilden durch ihre enge Vernetzung miteinander und den häufigen Projektcharakter ihrer musikalischen Aktivitäten oft lokale oder nationale Szenen. Besonders aktiv sind zu Beginn des neuen Jahrtausends Bands in den klassischen Ländern des Prog, England und Italien, aber auch in Ländern wie Schweden (Beardfish, The Flower Kings), Kanada (Miriodor), USA (echolyn, Glass Hammer) oder Japan, wo vor allem der italienische Prog der 1970er und Jazziges, Zeuhl, oder einfach Schräges rezipiert wird (Ruins).
Musikalische Aktivitäten zeigten in den 1990ern und der heutigen Zeit auch noch einige Hauptvertreter des Neo-Prog der 1980er Jahre wie IQ, Saga und Arena. Auch Marillion ist noch bis heute aktiv. Völlig neue Trends in den 1990ern und der jüngsten Zeit setzten als „Soundperfektionisten“ bezeichnete Bands wie Nine Inch Nails, Tool, Sigur Rós, Radiohead, Muse, The Mars Volta, Dredg, Primus, Porcupine Tree, RPWL, Riverside, Sylvan oder Oceansize.
Auch einige Vertreter der klassischen Phase des Prog waren in den 1990er Jahren oder sind bis heute aktiv, haben aber oft ihren Stil stark verändert:
Nach einigen kommerziell äußerst erfolgreichen Rock/Pop-Alben in den 1980er und frühen 1990er Jahren verließ Sänger und Bandleader Phil Collins 1995 Genesis. Die Band versuchte es mit einem neuen Sänger, dem Schotten Ray Wilson. Mit ihm nahmen sie noch ein – kommerziell erfolgloses – Album auf (… Calling All Stations …) und traten nach der Europatour 1998 vorerst nur noch mit Archiv-Veröffentlichungen und diversen Soloprojekten in Erscheinung. 2006 bestätigten sich schließlich Gerüchte um eine neue Europa- und Nordamerikatour 2007 in der Formation um Phil Collins. Auf dieser Tour wurden viele Stücke aus den 1970er Jahren gespielt.
Bis heute aktiv sind Jethro Tull beziehungsweise Ian Andersons jeweils aktuelle Band, mit der er seit 2012 nur noch unter eigenem Namen auftritt, deren Alben zahlreiche, zum Teil drastische Stilwechsel, aber stets für die Band charakteristische progressive Elemente aufweisen (komplizierte Rhythmisierung, dramatische Dynamik, mal symbiotische Einflechtung, mal schroffe Entgegensetzung von Rock und akustischer Musik, Einsatz eines breiten Spektrums an Instrumenten, zunehmend virtuose Querflöte und E-Gitarre). Nachdem man in der zweiten Hälfte der siebziger Jahre ausgiebig mit den Stilmitteln des Folkrock experimentiert hatte, erfolgte in den Achtzigern eine Hinwendung zu elektronischer Musik, was in dem komplexen Computer-Rock-Album Under Wraps kulminierte. Nach dessen kontroverser Aufnahme wurde auf Crest of a Knave der Einsatz elektronischer Keyboards auf ein Minimum reduziert und dafür das eindringliche E-Gitarren-Spiel Martin Barres stärker denn je in den Vordergrund gerückt. Das Album wurde 1989 mit dem ersten und einzigen Grammy Award for Best Hard Rock/Metal Performance Vocal or Instrumental ausgezeichnet, unter anderem gegen Konkurrenten wie AC/DC und Metallica. In den neunziger Jahren veröffentlichte Bandleader Ian Anderson auf dem EMI-Klassik-Label als Flötist das Instrumental-Album Divinities. Die danach veröffentlichten Tull-Studioalben Roots To Branches und Dot Com verarbeiten Einflüsse traditioneller Orientalischer Musik. Nachdem Martin Barre im Jahr 2012 die Band verlassen hat, touren dieser sowie Ian Anderson mit jeweils eigenen Bands, mit denen sie auch neue Studioalben einspielen. Vierzig Jahre nach dem ersten Teil veröffentlichte Anderson im Jahr 2012 Thick as a Brick 2 – wie 1972 ein sowohl im Libretto als auch musikalisch verwobenes Konzeptalbum, das sich stilistisch zwischen den akustisch orientierten vorangegangenen Soloalben Andersons und hartem Rock bewegt. 2013 wurde Ian Anderson bei den Progressive Music Awards mit dem Titel Prog God ausgezeichnet. 2014 folgte das Konzeptalbum Homo Erraticus („Der wandernde Mensch“), das von der Vorgeschichte bis in die Zukunft prognostizierend achttausend Jahre menschlicher Migration behandelt. 2015 tourt Anderson mit dem Projekt Jethro Tull – The Rock Opera, das textlich modifiziertes Tull-Repertoire und neue Rocksongs über den Namensgeber der Band, den Erfinder und Agrarwissenschaftler des Barock, mit aufwändigen Videoproduktionen auf die Bühne bringt, wobei neben dem Konzeptcharakter auch verschiedene, zum Teil per Video eingespielte Gesangsrollen dem Format der Rockoper entsprechen.
Die Band Yes veröffentlichte in den 1990er Jahren einige Alben, die am ehesten dem Adult-oriented Rock zuzuordnen sind. Sie fanden kaum Gefallen bei Kritikern und stehen eher im Schatten gleichzeitig veröffentlichter Live-Aufnahmen und Kompilationen aus den 1970er Jahren. Ähnlich verhält es sich auch mit anderen Bands der klassischen Phase des Prog. Ganz anders King Crimson, die nach ihrer Wiedervereinigung in den 1990er Jahren höchst anspruchsvollen und komplexen Prog spielen, der von balinesischer Gamelan-Musik und modernem Metal-Sound beeinflusst ist.
Des Weiteren existiert heute eine Vielzahl von Cover-Bands, die den Genrevertretern aus der klassischen Phase, an erster Stelle Genesis, nacheifern. Besonders hervorgetan hat sich die offizielle Genesis-Tribute-Band The Musical Box aus Kanada, die alte Genesis-Konzerte mit den Original-Bühnenbildern und Kostümen in gut besuchten internationalen Konzerttourneen aufführt. Die Australian Pink Floyd Show verleiht den Bühnenauftritten der Briten von Pink Floyd eine australische Note und wurde unter anderem durch ein Auftrittsangebot auf David Gilmours Geburtstag gewürdigt.

## Eigenschaften
Der Progressive Rock erweitert die populäre Rockmusik um Einflüsse aus der klassischen Musik, dem Jazz und der Weltmusik sowie um neue textliche und konzeptionelle Dimensionen. Hier sind die wichtigsten und stilprägendsten Eigenschaften des Prog aufgezählt und erläutert.
Musikalische Komplexität. Der Progressive Rock unterscheidet sich vor allem durch eine komplexe Harmonik, Rhythmik und Melodik von der herkömmlichen Rockmusik. Dazu zählt auch die häufige Verwendung (z. B. bei King Crimson) von Überlagerungen verschiedener Rhythmen (Polyrhythmik) und Taktarten (Polymetrik). Der Prog zeichnet sich durch Modulationen zwischen zum Teil ungewohnten Tonarten aus, die Verwendung von in herkömmlicher Rockmusik sowie klassischer Musik des 18. und 19. Jahrhunderts eher selten verwendeter, als dissonant behandelter Intervalle (große Septime, Sekunde, Tritonus etc.), ungerader Takte (5er, 7er usw.) und komplexer Rhythmen, Taktwechsel sowie einiger melodischer Anleihen aus klassischer oder fremdländischer Musik. Der Titel Infinite Space von ELP wechselt beispielsweise vom 7/4-Takt zu zwei Takten im 3/4-Takt und einem Takt im 4/4-Rhythmus, bevor er sich wieder in das Anfangsmetrum der 7/4 begibt. Auffallend ist hier auch die starke Verwendung des eher als dissonant zu bezeichnenden Sekundintervalls. 

Taktwechsel und Intervalle aus ELPs „Infinite Space“

Auch kontrapunktische Elemente spielen bei einigen Bands eine Rolle, besonders ausgeprägt bei Gentle Giant.
Hymnische Elemente. Als Gegenpol zu den vorwiegend instrumentalen komplexen Passagen ist in der Regel auch eine liedhafte Komponente vorhanden, bei deren Gestaltung der Melodienreichtum im Vordergrund steht. Als wichtigste Inspiration der Genrebegründer dürften dabei die Beatles eine Rolle gespielt haben. Die Hauptvertreter des Prog tendieren nicht etwa dazu, die reine Komplexität ihres Werkes als Qualitätsmaßstab anzusehen, sondern legen vielmehr großen Wert auf die Harmonisierung dieser beiden Kontrastelemente. Nur in Randbereichen des Prog wird meist gänzlich auf einen wiederkehrenden Refrain verzichtet.
Lange Kompositionen, manchmal länger als zwanzig Minuten. Diese Stücke werden oft als epische Stücke klassifiziert. In vielen Fällen sind sie in mehrere unterschiedliche Teile gegliedert. Meist werden zwischen den verschiedenen Teilen eines Stückes thematische oder musikalische Beziehungen hergestellt. So werden beispielsweise musikalische Themen später wieder aufgegriffen und/oder variiert. Bekannte Longtracks der klassischen Phase des Genres sind Close to the Edge von Yes, Supper’s Ready von Genesis oder auch das 43-minütige Thick as a Brick von Jethro Tull. Aber auch bei den Progressive-Rock-Bands der Gegenwart sind lange und ausschweifende Stücke beliebt. Beispiele dafür sind die Werke Garden of Dreams von der schwedischen Band The Flower Kings, Mei von echolyn oder The Sky Moves Sideways von Porcupine Tree sowie Six Degrees of Inner Turbulence und A Change of Seasons von Dream Theater.
Konzeptalben, welche sich musikalisch und textlich an einem thematischen Konzept orientieren. Diese Alben erzählen meist eine zusammenhängende Geschichte mit einem Protagonisten (etwa Snow von Spock’s Beard, in dessen Zentrum ein Albino steht), andere Alben enthalten Songs, die nur lose, z. B. durch ähnliche Thematiken der einzelnen Songs, zusammenhängen (etwa Aqualung von Jethro Tull, dessen Status als Konzeptalbum entsprechend umstritten ist). Die Konzeptalben des Progressive Rock sind aufgrund ihrer Länge oft Doppelalben, wurden also auf zwei Schallplatten bzw. CDs herausgegeben. Bekannte Konzeptalben des Genres sind The Lamb Lies Down on Broadway von Genesis, das eine eigens entwickelte surreale Geschichte erzählt; Tales from Topographic Oceans von Yes, das lose auf die shastrischen Schriften Indiens Bezug nimmt; das wieder nur durch die Limitierung der Spieldauer von Vinylschallplatten in zwei mehr als zwanzig Minuten lange Teile gegliederte Album A Passion Play von Jethro Tull, dessen (bis auf eine die beiden Teile separierende Tierfabel) zusammenhängendes Libretto das irdische Leben gegen Jenseitsverheißungen abwägt; nahezu sämtliche Alben von Magma, die in Form eines ganzen Zyklus in einer künstlichen Sprache die Geschichte des Planeten Kobaïa erzählen und dabei zusätzlich spirituelles Gedankengut vermitteln; das kommerziell sehr erfolgreiche The Dark Side of the Moon von Pink Floyd und Marillions Misplaced Childhood, Geschichten, die das Erwachsenwerden thematisieren, oder Metropolis Part II: Scenes From A Memory von Dream Theater. Ein weiteres Beispiel ist die Band Pain of Salvation, die bisher ausschließlich Konzeptalben veröffentlicht hat.

Typisch für den Prog: Elektronische Tasteninstrumente

Ausgeprägte Benutzung elektronischer Instrumente. Neben der elektrischen Gitarre und dem elektrischen Bass sind vor allem die elektromechanischen und elektronischen Tasteninstrumente stilprägend für den Progressive Rock. Keyboarder wie Keith Emerson (Emerson, Lake and Palmer), Steve Walsh (Kansas), Rick Wakeman (Yes), Patrick Moraz (Mainhorse, Refugee, Yes) oder Kerry Minnear (Gentle Giant) bedienten im Studio und auf der Bühne unzählige Keyboards wie Hammondorgel, Clavinet, E-Piano (z. B. Pianet, Wurlitzer, Fender Rhodes), Streicherkeyboard (z. B. Solina String Ensemble), Synthesizer (z. B. von ARP und Moog) und Mellotron und dominierten mit diesen „Keyboardburgen“ die Musik. Bei manchen Bassisten wie Mike Rutherford von Genesis waren auch einmanualige Basspedale (z. B. Moog Taurus) beliebt, die simultanes Gitarrenspiel ermöglichten.
„Exotische Instrumente“. Der Progressive Rock erweitert die typische Instrumentierung einer Rockband um Instrumente aus dem klassischen Bereich. Hier sind vor allem die Geige (z. B. Gentle Giant, Kansas), die Querflöte (Jethro Tull, Genesis), das Saxophon (Van der Graaf Generator, Supertramp), das Cembalo (Il Balletto Di Bronzo), Blockflöte (Gentle Giant) und Blechblasinstrumente (Magma) zu nennen. Zudem binden einige Bands orientalische und weitere Instrumente außereuropäischer Musikkulturen wie die Sitar in ihre Musik ein. Die für den Rocksound ungewöhnlichen Instrumente werden allerdings meist nur stellenweise als zusätzliche Klangfarbe benutzt (vergleiche etwa den Celloeinsatz in The Great Nothing von Spock’s Beard oder die Coral Sitar auf Close to the Edge von Yes). Selten ist die dauerhafte Integration eines dieser Instrumente, wie etwa bei Jethro Tull, UK oder auch Gentle Giant. Nur wenige Bands haben ihren Sound dauerhaft durch mehrere „klassische“ Instrumente erweitert, darunter Isildurs Bane oder Godspeed You! Black Emperor.
Lange Instrumentalteile. Viele Stücke des Progressive Rock enthalten lange Instrumentalteile für fast alle Instrumente, in dem sich einige Musiker durch eine erhebliche Komplexität und Virtuosität in ihrem Spiel auszeichnen. Besonders hervorzuheben sind die anspruchsvollen Keyboardsoli von Rick Wakeman und Keith Emerson, das atmosphärische und/oder virtuose Gitarrenspiel von David Gilmour, Steve Hackett und Steve Howe, aber auch das rhythmisch komplexe Schlagzeugspiel von Bill Bruford, Phil Collins oder Carl Palmer. Kritiker des Genres sehen in dieser „Zurschaustellung von Virtuosität“ eine der Musik nicht mehr zuträgliche Übertreibung, welche nur noch zur Selbstdarstellung der Musiker diene. Eine ähnliche Kritik wurde in der klassischen Musik bereits Franz Liszt und Niccolò Paganini zuteil.

Bass-Lauf aus „YYZ“ von Rush

Gute Koordination und Eigenständigkeit der Rhythmusgruppe. Die Rhythmusgruppe einer Progressive-Rock-Band besteht meist aus Schlagzeug und Bass. Sie hat im Allgemeinen die Aufgabe, die oft komplizierten Rhythmen vorzugeben und der übrigen Band somit eine Basis für die virtuosen Instrumentalsoli zu bieten. Hervorzuheben aus diesem Bereich sind vor allem Chris Squire und Bill Bruford bei Yes, John Wetton und Bill Bruford bei King Crimson sowie Mike Rutherford und Phil Collins bei Genesis. In einigen Fällen findet hingegen eine Umlagerung der Rhythmusarbeit statt, so dass eines der beiden typischen Rhythmusinstrumente eine tragende Rolle übernehmen und eigene melodische Akzente setzen kann. Als Beispiel lässt sich das „melodische“ Schlagzeugspiel von Bruford bei Yes, Christian Vander bei Magma oder von Neil Peart bei Rush sowie des Bassisten Geddy Lee bei selbiger Band anführen.
Einbindung von klassischer Musik. Einige Bands des Genres binden Teile klassischer Werke in ihre Musik ein. Das können Übernahmen verschiedenster Art sein, etwa Neuarrangements klassischer Stücke, Zitate, Anspielungen, Adaptionen etc. Besonders hervorgetan in diesem Bereich hat sich die Band Emerson, Lake & Palmer, die ganze klassische Werke im Rahmen des Progressive Rock interpretierten. Das bekannteste Beispiel ist ihr Live-Album Pictures at an Exhibition, eine Bearbeitung von Modest Mussorgskis Werk Bilder einer Ausstellung. Ein weiteres Beispiel ist Manfred Mann’s Earth Band, die auf ihrem Album Solar Fire die Orchestersuite Die Planeten von Gustav Holst verarbeitet. Andere Bands bedienen sich stilistischer Merkmale klassischer Musiken, ohne jedoch auf konkrete Vorbilder explizit Bezug zu nehmen. Charakteristisch ist hier der mehrstimmige Gesang der Band Gentle Giant, welcher der Fugenlehre des Barock nachempfunden ist. 

Vokalstimmen aus Gentle Giants „Design“

 Bands wie Isildurs Bane oder Doctor Nerve wiederum spielen Eigenkompositionen mit Orchestern oder kleineren Besetzungen, wie etwa Streichquartetten. Ein wichtiges Beispiel dafür sind die frühen Versuche von Keith Emerson (die Five Bridges-Suite von The Nice) und Jon Lord (das Concerto for Group and Orchestra von Deep Purple). Zu ergänzen sind noch Adaptionen und Arrangements von Progressive-Rock-Stücken durch klassische Ensembles, etwa durch das Zorn Trio (Musik von Isildurs Bane) oder Giuseppe Lupis (Klavieradaptionen von ELP-Stücken). Auch das Projekt Genesis for two Grand Pianos gehört hierher.
Anspruchsvolle Texte. Viele Bands des Progressive Rock erweitern die typischen Texte der Rockmusik, welche von Liebe oder alltäglichen Dingen handeln, um neue inhaltliche Ebenen. Die Texte handeln oft von Science Fiction, Utopien, historischen Begebenheiten, Krieg oder Religion. In vielen Fällen enthalten die Texte offen oder versteckt eine politische oder gesellschaftliche Aussage der Band an den Hörer, so etwa der Marillion-Song Forgotten Sons zum damals noch blutig ausgetragenen Nordirlandkonflikt oder von der gleichen Gruppe die gesellschaftskritischen Lieder Garden Party und Chelsea Monday. In zahlreichen Fällen orientieren sich die Texte an einer literarischen Vorlage. Bekannte Beispiele sind Close to the Edge von Yes, welches Hermann Hesses Siddhartha verarbeitet oder der Text zu Jerusalem von Emerson, Lake & Palmer, ein Gedicht des englischen Autors William Blake. Genesis ist hingegen dafür bekannt, barock anmutende, mystische Sagen und Legenden in einigen ihrer Stücke zu verarbeiten. Bekannt ist diese Tendenz vor allem aus den Stücken The Musical Box und The Fountain of Salmacis vom Album Nursery Cryme.
Supergroups. Als Supergroups bezeichnet man Bands, die sich aus Mitgliedern oder ehemaligen Mitgliedern anderer erfolgreicher Bands zusammensetzen und bei denen jedes Mitglied entweder schon einmal selbst als Solist erfolgreich war, oder das Zeug zu einer erfolgreichen Solokarriere hatte. Die Tendenz zur Bildung solcher Gruppen ist im Progressive Rock besonders ausgeprägt. Einige bekannte Supergroups des Genres sind Emerson, Lake & Palmer, die 1977 aus Bill Bruford (später Terry Bozzio), Allan Holdsworth, Eddie Jobson sowie John Wetton gegründete Band UK, Transatlantic, A Perfect Circle, Liquid Tension Experiment, Office of Strategic Influence oder die gesamte Canterbury-Szene, in der die Mitglieder der einzelnen Bands häufig untereinander ausgetauscht werden.
Bedeutung visueller Künste. Zahlreiche Alben des Progressive Rock sind mit kunstvollen Covern gestaltet, welche mit experimentellen Fotografien oder Grafiken aufwarten. Vorreiter waren hier die Beatles mit ihrem Album Sgt. Pepper’s Lonely Hearts Club Band, auf dem eine Collage von 70 bekannten Persönlichkeiten abgebildet war. Bekannt für visuelle Effekte ist auch die Band Pink Floyd: Neben einer Lightshow bei ihren Konzerten sind auch die Alben, deren Cover zum großen Teil von der Agentur Hipgnosis geschaffen wurden, kunstvoll gestaltet. Als Beispiele können die Alben The Dark Side of the Moon und Animals dienen. Auch Emerson, Lake and Palmer bzw. Yes, vor allem charakterisiert durch ihre Zusammenarbeit mit HR Giger und Roger Dean, arbeiten mit kunstvollen Covern, auf denen oft kryptische Grafiken oder phantastische Landschaften abgebildet waren. Auf dem Album Olias of Sunhillow (1976) verband Jon Anderson, Sänger von Yes, eine eigens entwickelte, an klassische Mythen angelehnte Erzählung mit seinen Songtexten, der Musik und einer aufwändigen Bildgestaltung zu seiner Vorstellung eines Gesamtkunstwerks. Als besonders ambitioniertes Beispiel einer langen Reihe solcher Versuche kann das Album The Pentateuch Of The Cosmogony von Dave Greenslade (Musik) und Patrick Woodroffe (Bebilderung) angesehen werden: Es erschien als aufwändiges Gatefold-Album mit einem 50-seitigen Buchteil, das eine Sci-Fi-Schöpfungsgeschichte in einer eigens entwickelten piktographischen Schrift (mit „Übersetzung“ ins Englische) und zahlreichen Illustrationen des Fantasy-Künstlers Woodroffe enthielt, während die Platte Musik der entsprechenden (untergegangenen) außerirdischen Zivilisation bot.

## Spielarten und verwandte Stile
Als eklektisches Genre, das zudem über mehrere Jahrzehnte in unterschiedlichen Inkarnationen in Erscheinung getreten ist, hat der Progressive Rock sowohl Subgenres als auch Verwandtschaften zu unterschiedlichen Stilen vorzuweisen. Diese lassen sich unter musikalischen, personellen und gesinnungsbedingten Gesichtspunkten feststellen. Die wichtigsten Stilrichtungen sollen hier kurz anhand ihrer Eigenschaften und ihrer Hauptvertreter vorgestellt werden.

### 1967 bis 1978
Artrock: Die Stilbezeichnung Artrock (zu deutsch: „Kunst-Rock“) kann als eine Oberkategorie für Musik aufgefasst werden, die sich entweder durch einen expliziten Kunstanspruch oder durch bestimmte an die europäische Kunstmusik angelehnte Merkmale von anderen Formen der Rockmusik absetzt. Im Unterschied zum Progressive Rock sind diese Merkmale nicht immer kompositorisch-struktureller Art, sondern können auch konzeptionelle Aspekte der Musik (etwa die Tendenz zu „großen Formen“) und visuelle Aspekte ihrer Präsentation (Albengestaltung, Konzerte etc.) betreffen. Zu den wichtigsten Artrock-Vertretern zählen Pink Floyd, Peter Gabriel, Supertramp, Kate Bush, Tori Amos, The Alan Parsons Project, David Bowie, Radiohead und Björk.
Canterbury Sound: Unter Canterbury Sound versteht man einen zeitgleich mit dem Progressive Rock entstandenen, jedoch näher am Jazz angesiedelten und mit weniger Pathos vorgetragenen Stil. Namensgebend war die Musikszene im englischen Canterbury. In deren Umfeld bildeten sich die typischen Bands des Genres. Kennzeichnend ist neben häufigen personellen Wechseln zwischen den einzelnen Bands der englische Humor in der Musik und den Texten. Zu den wichtigsten Bands zählen Soft Machine, Caravan, Henry Cow und Quiet Sun.
Krautrock: Krautrock ist eine musikalische Entwicklung aus Deutschland in den späten 1960er und frühen 1970er Jahren. Die Krautrock-Szene umfasst mehrere unterschiedliche und eigenständige musikalische Strömungen, deren stilbildende Merkmale jazzrockig-treibender (vgl. Jazzrock), spacig-psychedelischer (vgl. Space Rock) oder elektronisch-experimenteller (vgl. Elektronische Musik) Natur sein können. Der Begriff Krautrock kommt von der englischen umgangssprachlichen Bezeichnung für Deutsche, die „Krauts“. Anfangs war der Begriff wohl als abwertende Bezeichnung gemeint. Schnell wurde er jedoch zum Markenzeichen der progressiven Pop- und Rockmusik aus Deutschland, die auch internationale Beachtung fand. Zu den wichtigsten Krautrock-Bands zählen Jane, Amon Düül, Kraan, Can, Kraftwerk, Neu!, Guru Guru, Birth Control sowie die frühen Grobschnitt.
Space Rock: Der Space Rock hat seine Ursprünge in der psychedelischen Rockmusik der späten 1960er Jahre. Er versucht durch Verwendung repetitiver Muster, treibender Rhythmik und „spaciger“ Klangfarben eine futuristische Atmosphäre zu erzeugen. Unterstützt wird die „spacige“ Musik meist durch umfangreiche Lightshows bei Konzerten von Space-Rock-Bands. Eine Vorreiterrolle für den Stil nehmen die frühen Pink Floyd ein, stilprägend waren dann vor allem Hawkwind und Gong.

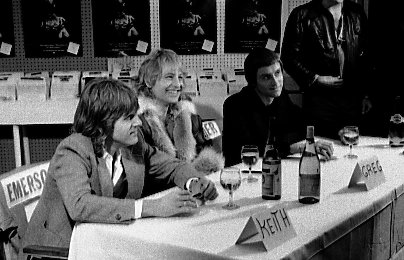
Emerson, Lake & Palmer

Symphonic Rock und Klassikrock: Für Ansätze im Spannungsfeld zwischen Rockmusik und der europäischen Kunstmusik vor 1900 finden sich zwei ähnliche Stilbegriffe, wobei speziell die Bezeichnung Symphonic Rock unterschiedlich gedeutet wird: Einerseits gilt sie als synonym zum Progressive Rock mit seiner Tendenz zur großen Form und dem durchführenden Spiel mit musikalischen Themen (siehe Sinfonie). Daneben steht sie aber auch für Versuche, strukturell einfachere Rockmusik mit orchestralen Klangfarben zusammenzuführen. Als beispielhaft gelten hier Werke von Bands wie dem Electric Light Orchestra, aber auch von Sinfonieorchestern wie dem London Symphony Orchestra mit klassisch arrangierten Fassungen von populären Rocksongs. Klassikrock (engl.: Classical Rock) wiederum kann als Subgenre des Progressive Rock verstanden werden und umfasst dann Stücke der Rockmusik, die als Adaptionen von existierenden klassischen Vorlagen angelegt sind. Vertreter dieses Stils sind speziell The Nice, ihre Nachfolgeband Emerson, Lake and Palmer und ihre niederländischen Epigonen Ekseption.
Zappaeske Musik: Zappaeske Musik entsteht durch die Verbindung von Perfektion und Skurrilität, wie sie ihr Namensgeber und Hauptvertreter Frank Zappa praktizierte. Von dieser Haltung sind nach wie vor zahlreiche Musiker beeinflusst, die sich heute auf Szeneveranstaltungen wie der Zappanale zusammenfinden. Nennenswert sind dabei insbesondere ehemalige musikalische Wegbegleiter Zappas wie der Gitarrist Mike Keneally.
Zeuhl: Zeuhl ist ein recht eigenständiges Genre, das im Alleingang von der französischen Band Magma aus der Taufe gehoben wurde. Musikalisch zeichnet es als von grollendem E-Bass- und jazzigem Schlagzeugspiel dominierte Rockmusik mit repetitiven Strukturen und besonders theatralischem Gesang aus. Texte sind oft in der genreeigenen Kunstsprache Kobaïanisch verfasst. Wichtige Namen neben Magma sind deren Ableger und Nachfolger Zao, Dün und Weidorje. Seit den 1990er Jahren wurde der Stil vor allem in Japan weiterentwickelt. Vertreter dieser neuen, aggressiveren Variante sind Ruins, Koenjihyakkei oder Daimonji.

### 1978 bis 1990

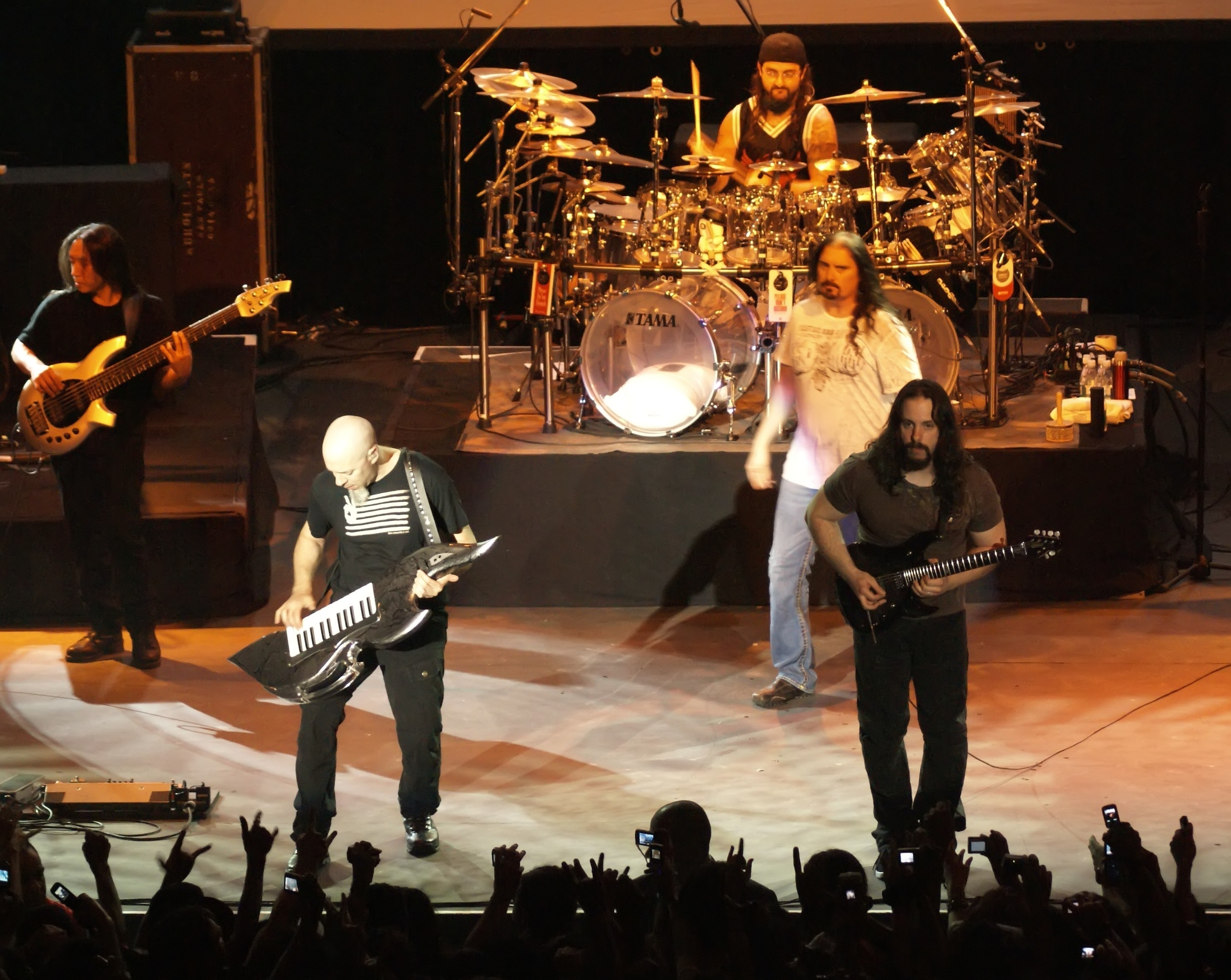
Dream Theater

Neo-Prog: Als Neo-Prog bezeichnet man eine „Renaissance“ des klassischen Progressive Rock in den 1980er Jahren. Die Musik der beteiligten Bands zeichnet sich aus durch eine zeitgemäße Produktion und Instrumentierung, die vom Aufkommen neuer elektronischer Synthesizer und Keyboards bedingt war, sowie durch melodische Kompositionen von überschaubarem strukturellen Umfang. Als Hauptvertreter gelten die frühen Marillion, IQ, Pallas, Pendragon und Twelfth Night.
Progressive Metal: Die stilprägenden Bands des Progressive Metal griffen auf die formgebenden Spieltechniken des Metal zurück, insbesondere auf verzerrte, wuchtvolle Rhythmusgitarren, und erweiterten diese um progressive Elemente. Insbesondere die Rolle des Keyboards ist im Vergleich zu anderen Metalstilen stark aufgewertet. Zu den stilprägenden Bands zählen Queensrÿche, Dream Theater, Fates Warning, Opeth, Pain of Salvation, Shadow Gallery, Threshold und als Grenzgänger Tool.
Adult-oriented Rock (AOR): Adult-oriented Rock ist eine melodische, gitarrenorientierte Variante der Rockmusik der 1980er Jahre. Er zeichnet sich vor allem durch dichten Harmoniegesang aus, aber auch durch einen Hang zum Perfektionismus und bombastische Produktionen. Ein besonderer Zusammenhang zum Progressive Rock besteht in personeller Hinsicht: Musiker seiner Hauptvertreter Yes, King Crimson, ELP und Genesis gründeten die Bands Asia und GTR. Zu den wichtigsten Bands des Genres zählen außerdem The Alan Parsons Project (spätere Alben), Saga, Toto, Journey, Styx und Survivor.
RIO – Rock in Opposition: Unter RIO versteht man Kammer-Rockmusik mit Einflüssen der klassischen Avantgarde des 20. Jahrhunderts. Daher ist auch die Bezeichnung AvantProg für dieses musikalische Genre geläufig. Zu den bekanntesten Vertretern zählen Henry Cow, Univers Zéro, Art Zoyd und Present.

### 1990 bis 2000

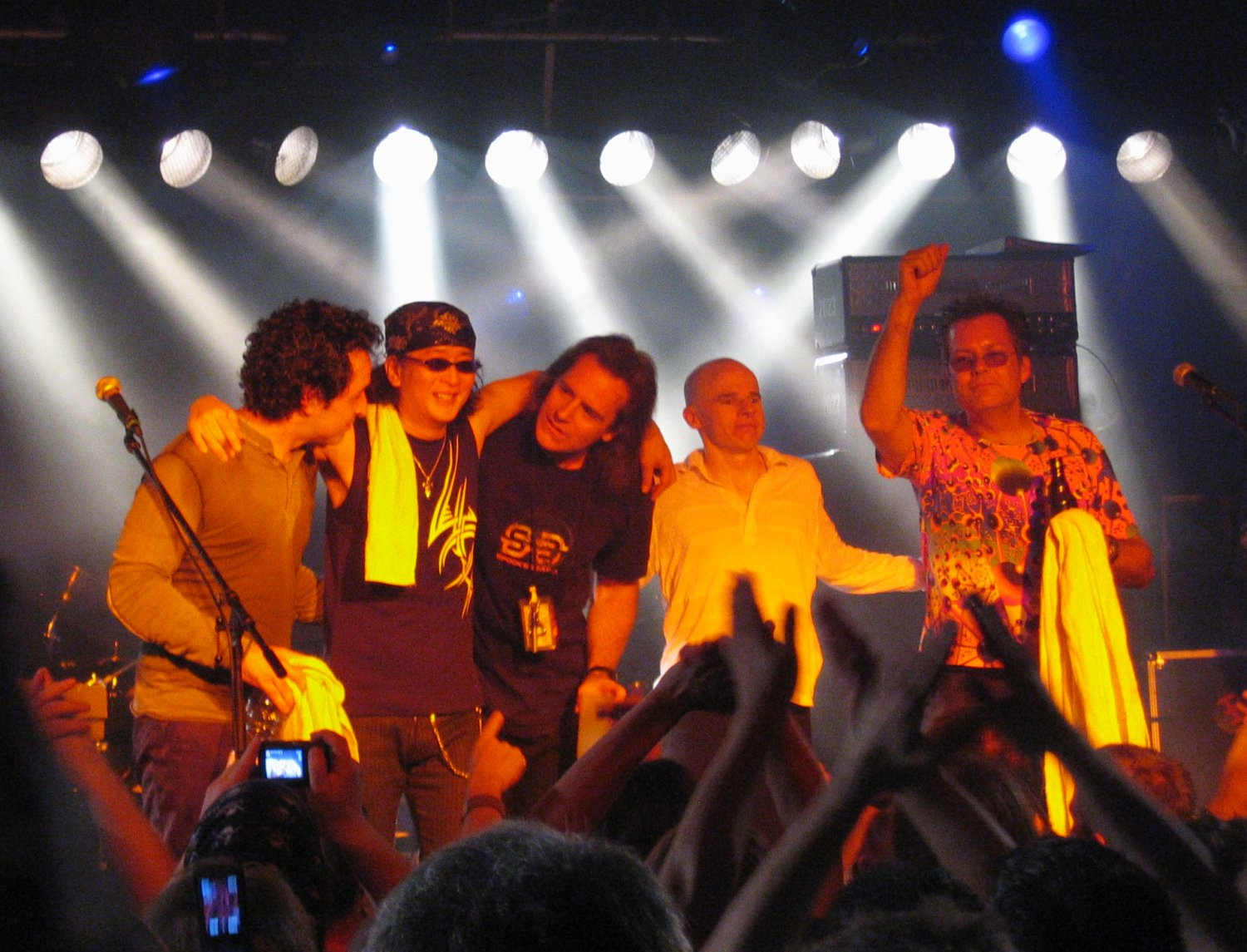
Spock’s Beard

Retro-Prog: Unter dem Begriff Retro-Prog fasst man Rockbands der 1990er Jahre zusammen, die sich stark an musikalischen Vorbildern der klassischen Phase des Progressive Rock in den 1970er Jahren orientieren und viele Stilmittel dieser Zeit neu aufgreifen und interpretieren. Zu den Hauptvertretern dieser Entwicklung zählen Spock’s Beard, Shamall, Änglagård, The Flower Kings, IZZ und Echolyn.
Math-Rock: Der Math-Rock bezeichnet eine im Progressive Metal verwurzelte musikalische Erscheinung der 1990er Jahre. Bands des Genres sind für ihre riffdominierte Rockmusik bekannt und legen mit einer geradezu mathematischen Perfektion Wert auf ungerade Taktarten, vertrackte Rhythmen und dissonante Klänge. Als bekannteste Band des Math-Rock gilt Spastic Ink.
Postrock: Der Post-Rock (von lat. post = nach) versucht die herkömmliche Rockmusik zu überwinden und sie entscheidend weiterzuentwickeln. Ergebnis dieses Versuchs sind meist atmosphärische, häufig überlange Instrumentalstücke, in denen das typische Rock-Instrumentarium zur Erzeugung von rockuntypischen Klängen genutzt wird. Als wichtige Vertreter des Postrock sind Tortoise, Godspeed You! Black Emperor, Mogwai, Sigur Rós, Explosions in the Sky und die späten Talk Talk zu nennen.

### Seit 2000

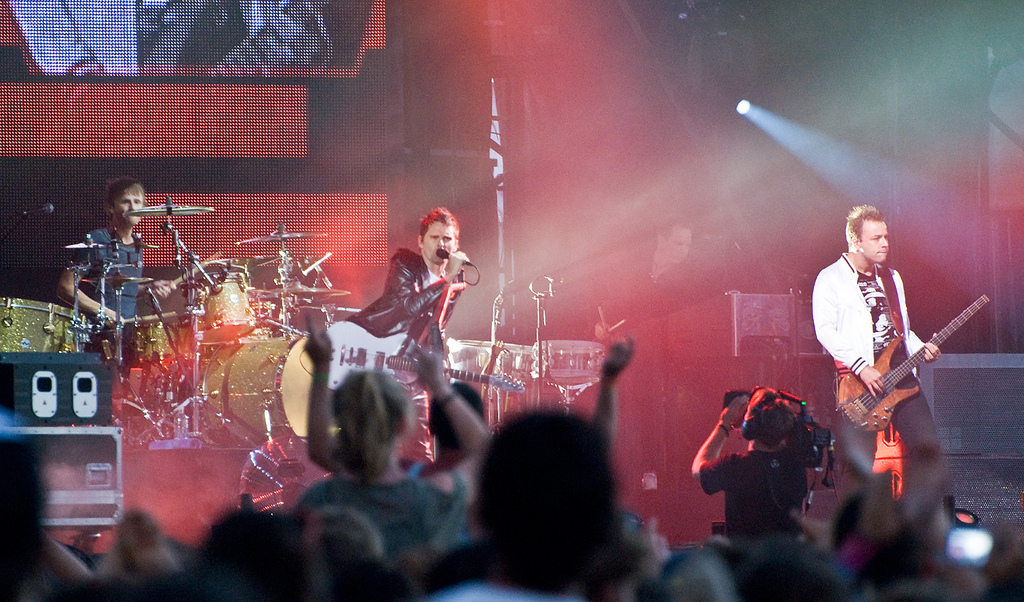
Muse

New Artrock: Als New Artrock bezeichnet man Bands aus dem Umfeld des Progressive Rock, die diesen seit Ende der 1990er Jahre um Anleihen aus Elektronischer Musik, Postrock und Alternative Rock ergänzen. Im Vordergrund steht dabei gegenüber dem auf strukturelle Komplexität bedachten klassischen Progressive Rock eine atmosphärische Wirkung. Als Beispiele seien RPWL aus Freising, The Amber Light aus Wiesbaden, Sylvan aus Hamburg, t (Thomas Thielen) aus Niedersachsen, Riverside aus Polen, Overhead aus Finnland, Crippled Black Phoenix aus England sowie streckenweise Porcupine Tree (ebenfalls aus England) genannt. Der Begriff New Artrock wurde 2005 von der Zeitschrift eclipsed geprägt.
New Prog: New Prog oder auch Post-Prog ist eine jüngere Bezeichnung für die Musik von Bands, deren Wurzeln im Alternative Rock liegen und die selbstbewusst Einflüsse aus dem Progressive Rock mit seinen Haltungen und stilistischen Merkmalen aufgreifen. Zu den Vertretern zählen Muse, Mew, Coheed and Cambria und The Mars Volta.

## Rezeption
In der ersten Hälfte der 1970er Jahre gelang es den stilbildenden britischen Bands regelmäßig, die oberen Positionen der Albumcharts in ihrem Heimatland einzunehmen, sporadisch auch in den kontinentaleuropäischen und nordamerikanischen Staaten. Für den Publikumszuspruch zu dieser Zeit sprechen auch stetig gestiegene Besucherzahlen bei Konzerten in immer größeren Auftrittsstätten, die ab Mitte der 1970er die Entstehung eines „Stadion-Rock“ begünstigten. Der künstlerische Erfolg lässt sich an der internationalen Verbreitung des Stils mit seinen eigenständigen regionalen Ausläufern ablesen. Stilistische Einflüsse reichen bis in die heutige Alternative- und Mainstream-Rockmusik hinein; so finden sich etwa bei Radiohead und Coldplay instrumentale Motive und Klangfarben, die an die frühen Genesis-Werke erinnern.
Von Beginn an sahen sich die beteiligten Musiker dabei auch mit anhaltender und intensiver Kritik konfrontiert. Aufbauend auf der Kritik vonseiten des Musikjournalismus an den Haltungen und Formen des Progressive Rock formulierten die Vertreter des Punk ab Mitte der 1970er ihren eigenen, gewollt als dilettantisch ausgewiesenen Stil als Gegenentwurf. Kritikpunkte waren die angebliche bildungsbürgerliche Kunstbeflissenheit des Stils, seine Abkehr von den Wurzeln der Rockmusik, seine als selbstherrlich wahrgenommene Zurschaustellung von Virtuosität, die empfundene Realitätsferne seiner Inhalte sowie sein Beitrag zum Verhältnis zwischen Musiker und Publikum.

### Kritische Rezeption durch den Musikjournalismus

#### Möglicher Kunstanspruch
Einer der zentralen Angriffspunkte der Kritiker liegt in einem vermuteten Kunstanspruch, auf den die Musiker ihr Schaffen begründeten. Die Neigung zu musikalischer Komplexität in Verbindung mit einem deutlichen kulturell-ethischen Bewusstsein der Beteiligten berge die Implikation, dass strukturell komplexere musikalische Formen als höherwertig und folglich einfachere Formen als minderwertig zu bewerten seien. Im Diskurs über den Kunstgehalt von Popmusik nehme der Progressive Rock als an der europäischen Kunstmusik orientierter Stil somit eine problematische Rolle ein. Eine implizite Ablehnung künstlerischer Reduktionsprozesse und speziell des minimalistischen Prinzips stehe im Gegensatz zur Entwicklung der bildenden Kunst im 20. Jahrhundert und dort vor allem zu den Kernthesen der Pop Art. Eine Selbstpositionierung auf Seiten der Hochkultur lässt sich in einigen Fällen tatsächlich belegen. Exemplarisch steht dafür eine Äußerung von Carl Palmer, der sein Ansinnen zum Ausdruck brachte, mit seiner Musik „junge Menschen an Musik von höherer Qualität heranführen zu wollen“.
Genauso finden sich allerdings Äußerungen von Beteiligten, die ihre ästhetischen Entscheidungen weniger auf ein besonderes Kulturbewusstsein als auf eine Lücke zurückführen, als die sie das Ausbleiben eines originär europäischen Stils der Rockmusik während der 1960er Jahre empfanden. Bis dato hatten sich die erfolgreichen britischen Bands zumeist an Vorbildern des amerikanischen Rhythm & Blues orientiert. Unter dem Eindruck neuer soziokultureller Entwicklungen sowie der, den Gedanken der Selbstverwirklichung propagierenden, Hippiekultur suchten nun junge, meist aus der Mittelschicht entstammende britische Musiker Entfaltung ihrer kulturellen Identität in der Integration von Ausdrucksmitteln der ihnen vertrauten Formen. Ian Anderson stellt die frühe Wandlung seiner Band Jethro Tull vom Bluesrock hin zum Progressive Rock zugespitzt dar:

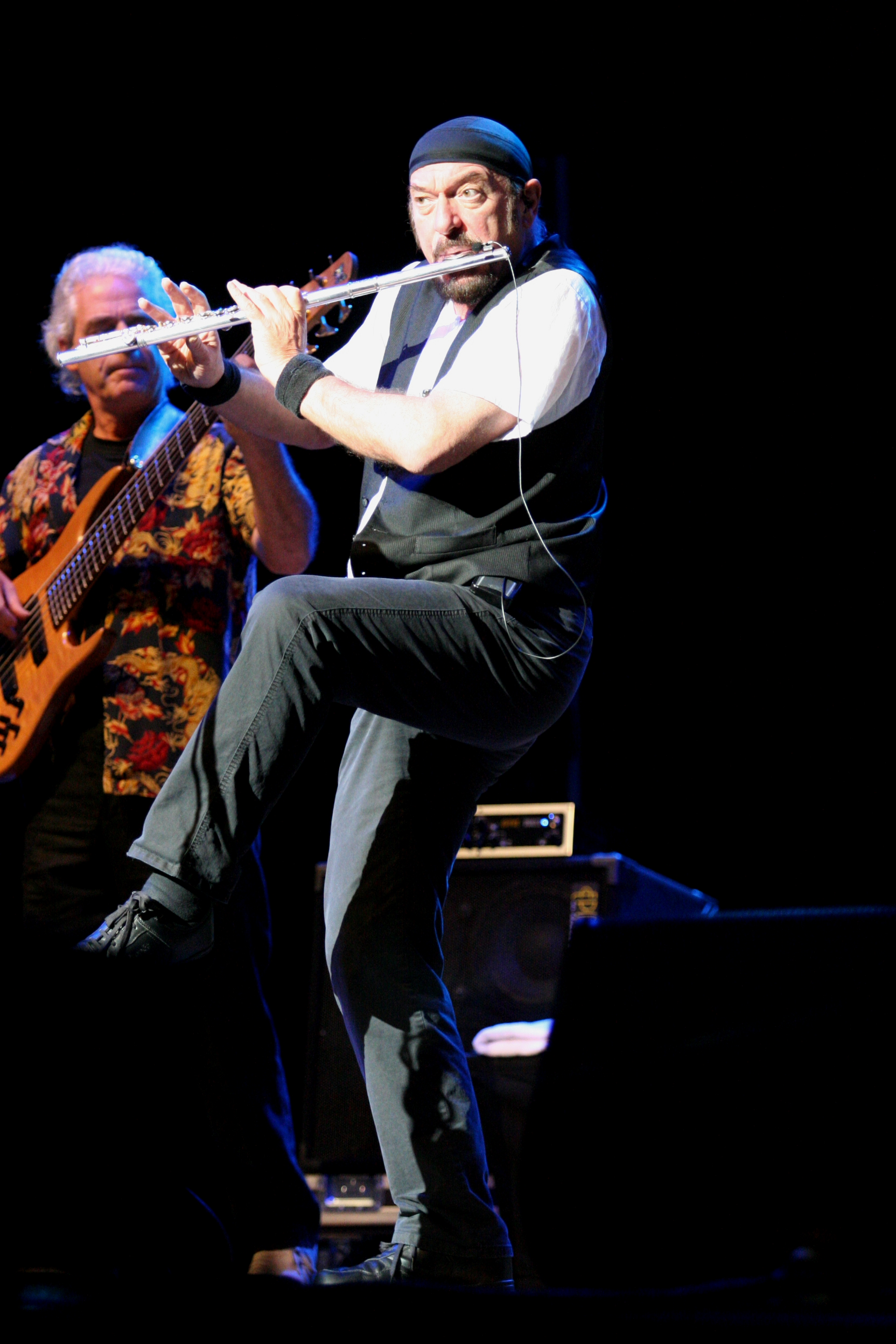
Ian Anderson, Frontmann der Band Jethro Tull

“When we started out we thought the Rolling Stones were fantastic, but soon decided there was no point in being another Rolling Stones. We didn’t suffer from that Eric Burdon complex of wishing we were black. Sooner or later you have to own up to the fact you are Whitey and have to play white music.”

„Am Anfang fanden wir die Rolling Stones fantastisch, aber bald entschieden wir uns, kein weiterer Abklatsch der Rolling Stones sein zu wollen. Wir waren nicht betroffen von diesem Eric-Burdon-Komplex, der wohl gerne farbig sein wollte. Früher oder später kommt man zu der Erkenntnis, dass man sich mit seiner Hautfarbe abfinden und weiße Musik spielen muss.“

Gegen eine generelle Ablehnung des minimalistischen Prinzips in der Kunst spricht das Interesse der Beteiligten an der Minimal Music. Nennenswert sind hier insbesondere die von Philip Glass beeinflussten Instrumentalalben von Mike Oldfield sowie mit den Frippertronics eine Erfindung von Robert Fripp und Brian Eno aus dem Jahr 1972, die an Tonbandexperimente von Steve Reich angelehnt ist.

#### Kritik an genrespezifischen Ausdrucksmitteln
Kritisiert wurde nicht nur die Selbsteinordnung der Musiker in einem angedeuteten Diskurs über die kulturelle Wertigkeit von Popmusik, sondern auch die von ihnen gewählten Ausdrucksformen selbst. Diese Kritik betraf zunächst den Ansatz, die Konventionen der Rockmusik zu Gunsten nicht-originärer, europäischer Ausdrucksmittel zu erweitern. Ein derartiger Stil, der sich von den Wurzeln der Rockmusik entfernt, sei schon vom Ansatz dazu verdammt, in Musik zu resultieren, die „aufgesetzt“ und „verkopft“ sei gegenüber der offenbar näher am Ideal der Natürlichkeit und Direktheit verwurzelten Musik afroamerikanischer Prägung.
Derartige Kritik, die typisch für den Musikjournalismus der 1970er Jahre ist, wurde 1992 in Allan Moores musikwissenschaftlicher Publikation Rock: The Primary Text grundlegend in Frage gestellt. Dieser verweist auf eine gegebene theoretische Fundierung des Blues, der sich – nicht anders als die Formen europäischer Klassik auch – innerhalb eines bestimmten formativen Regelwerks abspielt, und kritisiert auf dieser Basis bedenkliche ideologische Implikationen, die das Beschwören einer Dichotomie zwischen „natürlicher“ afroamerikanischer und „intelligenter“ europäischer Kunstmusik in sich berge.

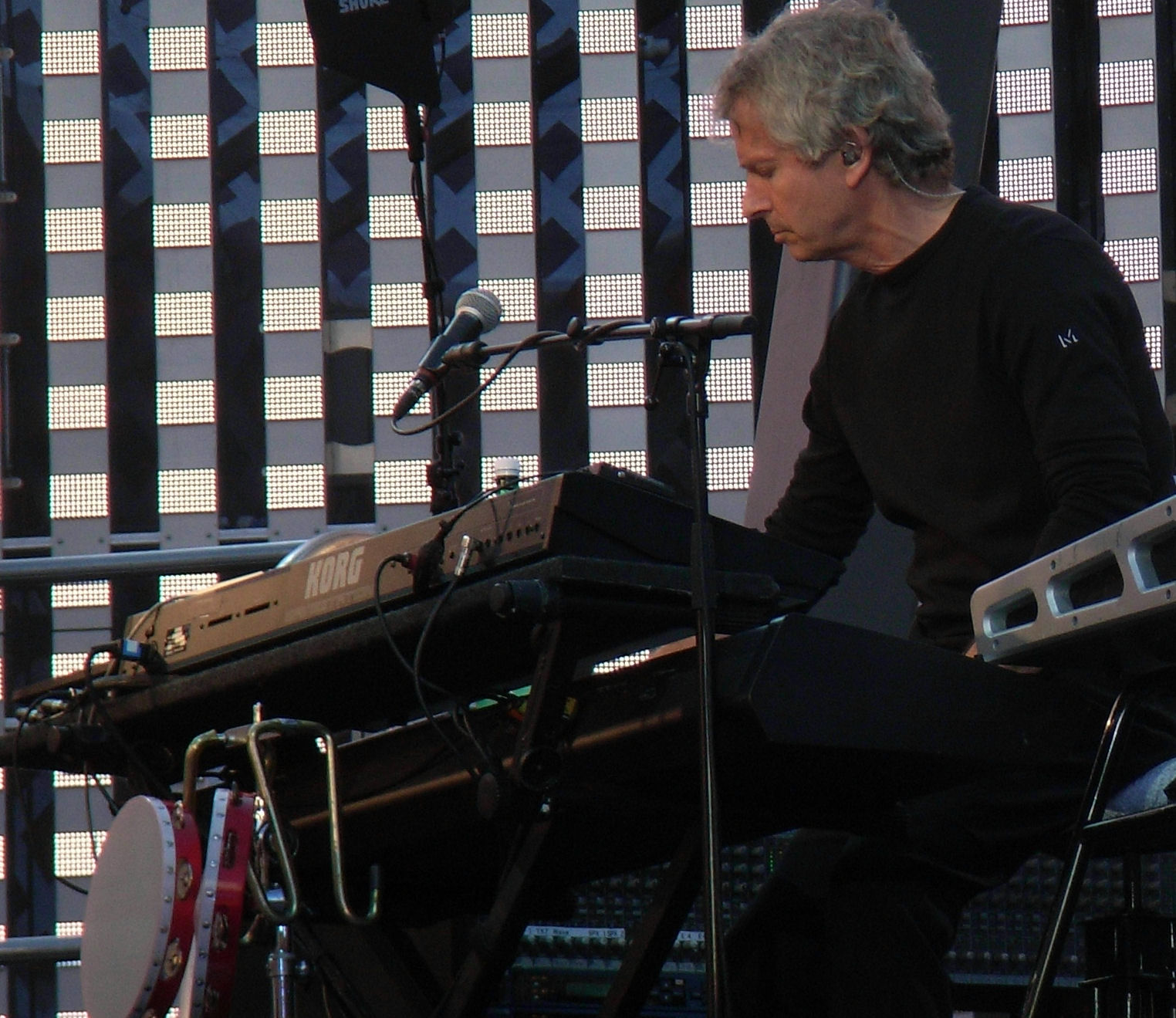
Tony Banks, Keyboarder der Band Genesis

Der Vorwurf, handwerkliches Können auf narzisstische Weise zur Schau zu stellen, wurde hingegen nicht nur von Kritikern erhoben, sondern auch von Musikern aus vermeintlich eigenen Reihen geteilt, so etwa von Genesis-Hauptkomponist Tony Banks, der den Gedanken einer musikalischen Leistungsschau ablehnt und sein Missfallen an einem derartigen Auftreten der Bands Yes und Emerson, Lake and Palmer ausdrückt. Einen selbstironischen Umgang mit diesem Vorwurf demonstrierten Rush 1978 mit dem Titel La Villa Strangiato (An Exercise in Self-Indulgence).
Die Texte und konzeptuellen Bemühungen der Progressive-Rock-Bands stießen bei der Kritik auf Missfallen – einerseits wegen ihrer empfundenen Realitätsferne, andererseits wegen ihrer Ernsthaftigkeit, die demzufolge oft in einem distanzlosen Pathos gipfelte. Vor allem Kritiker aus dem politisch linken Spektrum machten den Künstlern auch indirekt den Vorwurf, sich in ihren Texten nicht politisch zu positionieren. Andere Stile der Rockmusik traf dieser Vorwurf gleichermaßen, so verarbeiten auch die Texte des Hard Rock oft Motive der literarischen Fantasy und Sagen der europäischen Tradition. Edward Macan stellt in seiner Auswertung der kritischen Rezeption allerdings fest, dass die Wahrnehmung der Kritiker durchaus selektiv auf die Tendenz zu derartigen Motiven gerichtet ist, während vorhandene zeitgeist-kritische Texte eher unberücksichtigt blieben. Andeutungen einer ironischen Haltung finden sich bei Jethro Tull, beispielhaft in einem selbstverfassten Review in den Liner Notes ihres als Zeitung präsentierten Albums Thick as a Brick. Eine durch und durch selbstironische Aufarbeitung des Genres erfolgte schließlich ab den 2000er Jahren durch Genrevertreter wie The Tangent und Beardfish mit selbstreferenziellen, ironischen Konzepten. The Tangents Konzeptalbum Not as Good as the Book beschreibt, wie im Jahr 2008 versehentlich mit Hilfe des Albums Relayer von Yes die Welt zerstört wird und 80.000 Jahre darauf Wissenschaftler versuchen, anhand noch erhaltener Progressive-Rock-CDs aus dieser Zeit das Leben der Menschen zu rekonstruieren.

#### Beitrag zum Verhältnis zwischen Musiker und Publikum
Ab Mitte der 1970er Jahre spielten die dominanten britischen Vertreter großangelegte Stadiontourneen in den Vereinigten Staaten und koppelten sich damit vom subkulturellen Club-Publikum ihrer Heimat ab. Parallel zur Größe der Auftrittsstätten stieg auch der Aufwand der Bühnenpräsentationen. Mit dem Vorwurf, eine Lücke zwischen Publikum und Musikern zu schaffen, sahen sich auch die zeitgleich agierenden Vertreter des britischen Hard Rock und Glam Rock konfrontiert – allerdings ohne dabei etwa die Verhältnisse von Emerson, Lake & Palmer zu erreichen, die 1978 mit einem 80-Mann-Symphonieorchester auf Tour gingen und ein finanzielles Desaster erlebten. Als einer der ersten Beteiligten nahm Robert Fripp die immer weiter auswuchernde Größe von Rockkonzerten als unbefriedigend wahr und nahm unter anderem das als Anlass, seine Band King Crimson 1974 aufzulösen.

### Forschungen
Der Progressive Rock wird von zahlreichen Fanzines, von Fans in Eigeninitiative hergestellten und verbreiteten periodisch erscheinenden Magazinen sowie Artikeln in größeren, kommerziell orientierten Musikzeitschriften begleitet. Seit seiner Entstehung in den späten 1960er Jahren wird er durch kritische musikwissenschaftliche Forschungen und journalistische Buchpublikationen durchdrungen. Schon in den frühen 1970er Jahren erschienen einzelne wissenschaftliche Texte, in Deutschland vor allem von Tibor Kneif (z. B. zu Gentle Giant). Daneben entstanden erste biographische Werke von Musikjournalisten zu Bands und Musikern wie Yes, Genesis und Rick Wakeman. Seit den 1990er Jahren hat die Menge der veröffentlichten Titel erheblich zugenommen, sie geht mittlerweile in die Hunderte. Vor allem in den USA haben sich Gruppen von Musikwissenschaftlern gebildet, die sich intensiv mit dem Phänomen Progressive Rock auseinandersetzen. Dominierte bis in die Mitte der 1990er Jahre der traditionell musiksoziologische Ansatz (etwa vertreten durch Bill Martin), überwiegt heute die eindringliche Analyse von Einzelwerken oder Werkgruppen, meist unter einem übergeordneten theoretischen Ansatz, wie etwa dem der Intertextualität, der sich bei dem eklektischen Charakter dieser Stilrichtung besonders anbietet (so etwa die Dissertation von Kawamoto Akitsugu: Forms of Intertextuality: Keith Emerson’s Development as a „Crossover“ Musician). Hinzu treten Einzeluntersuchungen zu bestimmten Aspekten der Prog-Kultur wie der Covergestaltung oder Fragen der Vermarktung. Abseits der Wissenschaft wurden in den letzten Jahren zahlreiche Bandbiographien auch zu weniger bekannten Bands wie Gentle Giant, Happy the Man, Focus und einigen italienischen Bands veröffentlicht. Daneben gibt es autobiographische Texte (etwa von King Crimsons Gordon Haskell, von Yes’ Rick Wakeman oder von Gongs Daevid Allen und Gilli Smyth) und (selbst)kritische Studien der Szene von Musikern wie Chris Cutler von Henry Cow sowie zahlreiche Songbooks und aufwändige Transkriptionen. (Eine Auswahl wichtiger Literatur zum Progressive Rock sowie ein Link zu einer umfangreichen Bibliografie findet sich weiter unten bei Literatur.)
Fachwissenschaftliche Veröffentlichungen in deutscher Sprache sind indes selten. Einige Biografien, zum Beispiel über Jethro Tull, gibt es auch in deutscher Sprache. Außerdem Werke von Horst Herold, Andreas Hinners und mehrere von Michael Custodis und von Bernward Halbscheffel.

### Deutschsprachige Weblinks
- Babyblaue Seiten (Prog-Review-Enzyklopädie der [progrock-dt])
- betreutesproggen.de
- Supper’s Ready (Rezensionen klassischer Prog-Alben)

#### Erklärungsversuche
- Was ist Progressive Rock? Babyblaue Seiten (kurz)
- Was ist Progressive Rock? Babyblaue Seiten (lang)
- Arne Schäfer: Betrachtungen über den "Progressive Rock"

### Englischsprachige Weblinks
- The Progressive Rock Bibliography (umfangreiches Verzeichnis von Artikeln und Büchern zum Thema Progressive Rock)
- DPRP (Chronologischer Überblick über die Geschichte des Progressive Rock)
- Progarchives (Biografien, Diskografien, Reviews und Bewertungen von Progressive-Rock-Bands)